# Farah Pahlavi
Titre
Impératrice d'Iran
21 décembre 1959 – 11 février 1979
(19 ans, 1 mois et 21 jours)
Signature
Farah Pahlavi (en persan : فرح پهلوی), née Diba le 14 octobre 1938 à Téhéran (Iran), a été la troisième et dernière épouse de Mohammad Reza Pahlavi, chah d'Iran, de 1959 à 1980. D'abord reine (maleke) à partir de 1959, elle porte ensuite le titre d'impératrice (chahbanou) à partir de 1967, jusqu'au renversement de la monarchie en 1979.
En tant que reine puis impératrice, ses centres d'intérêt ont tourné autour du travail social, de l'émancipation des femmes, du sport et de l'art. La majeure partie de son temps était consacré à la promotion de la culture iranienne et à la protection sociale ; elle était la patronne de nombreuses organisations éducatives, culturelles, sanitaires et charitables. En plus de superviser le travail de ces organisations à Téhéran, la reine effectua des visites fréquentes dans les régions les plus reculées d'Iran pour obtenir une connaissance directe de la vie et des aspirations des agriculteurs et des personnes ordinaires. En plus d'accompagner son mari le Chahanchah lors de visites officielles à l'étranger, l'impératrice a également effectué un certain nombre de visites officielles et semi-officielles dans des pays étrangers en Europe, en Amérique, en Afrique et en Asie.
À la mort de son époux, survenue en exil au Caire, c'est Farah théoriquement qui assure la régence de jure à partir du 29 juillet 1980 (jour des funérailles) jusqu'au 31 octobre 1980, jour du vingtième anniversaire du prince héritier Reza, soit l'âge légal pour prêter serment en tant que souverain (de jure), selon la législation en vigueur avant l'instauration de la république islamique d'Iran.
En exil depuis le 16 janvier 1979, l'ex-impératrice d'Iran partage sa vie entre les États-Unis, la France et l'Égypte. En 2003, la publication de ses mémoires sous son nom d'épouse fait l'objet d'une importante médiatisation.

## Biographie

### Famille, jeunesse et études
Farah Diba est l’unique enfant de Sohrab Diba et Farideh Ghotbi,. Son grand-père paternel a été ambassadeur de Perse en Russie puis aux Pays-Bas. Les Diba sont une famille d’origine azérie, tandis que le clan des Ghotbi vient de la côte caspienne dans la province de Gilan,.

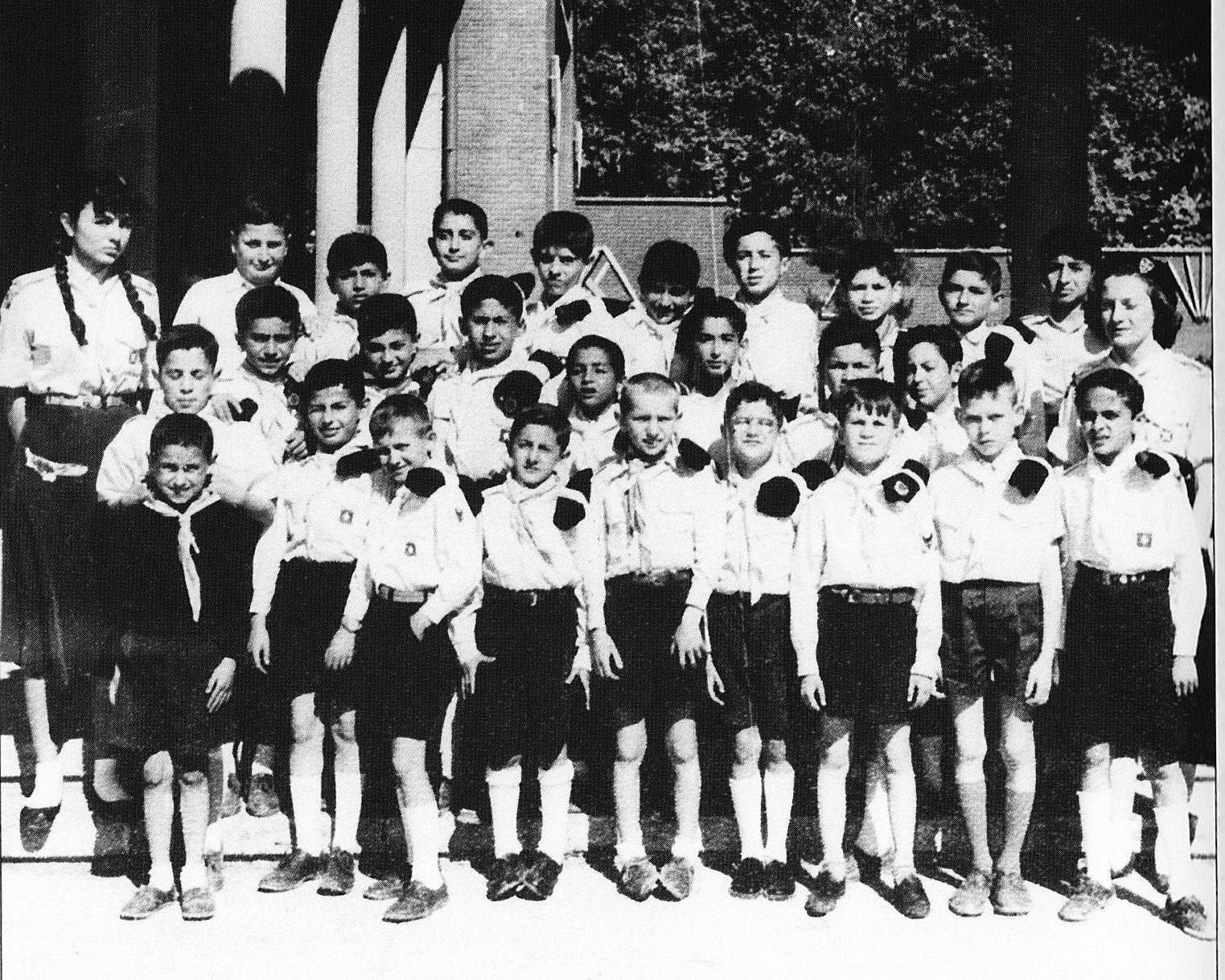
Farah Diba (extrême-gauche), cheftaine des boyscouts iraniens à Paris, en 1956.

Son père, Sohrab Diba, commença une formation militaire à l'école des cadets de Saint-Pétersbourg, mais quitta l'établissement après la révolution d'octobre 1917 et s'enfuit en France. Il fut diplômé de l'école secondaire et commença une formation de juriste jusqu'à ce qu'il soit admis à l'École spéciale militaire de Saint-Cyr (Promotion 1925-1927 Maroc et Syrie). À son retour en Iran, en 1936, il atteint le grade de capitaine dans l’armée iranienne impériale, en cours de restructuration sous Reza Chah. Sa mère, Tadji Ghotbi, plus connue sous le nom de Farideh Ghotbi ou Farideh Diba, est issue d'une famille de la bourgeoisie de la région de Lahidjan. Elle venait de quitter le Gilan avec sa famille, pour s'installer à Téhéran, quand elle rencontra Sohrab, fraîchement rentré au pays, qu'elle épousa en 1937. Farah naquit l'année suivante.
Lorsque Sohrab Diba meurt en 1948 à la suite d'une opération, mère et fille s'installent, pour des raisons de convenance sociale, chez un oncle, Mohammad Ali Ghotbi, ingénieur et entrepreneur de travaux publics. Il influencera en partie les études de sa nièce qui est issue d’une lignée paternelle francophone et francophile depuis plusieurs générations : elle fréquente jusqu'à l'âge de six ans l'école italienne de Téhéran, mais ensuite étudie à l'école française Jeanne d'Arc tenue par les sœurs de Saint Vincent de Paul, au lycée français de Téhéran, puis à l’École spéciale d'architecture du boulevard Raspail à Paris, où elle est notamment l'une des étudiantes du professeur Albert Besson. Dans l'équipe de basket-ball de l'école, elle devient capitaine d'équipe et remporta le championnat de Téhéran pendant trois années consécutives. En 1953, Farah Diba devint championne iranienne de la jeunesse au saut en hauteur. À l'école Jeanne d'Arc, elle rejoignit les scouts et devint cheftaine. Avec les scouts, elle entreprend en 1956 son premier voyage à l'étranger, qui l'amène en France.
Après avoir obtenu son diplôme d'études secondaires, Farah part étudier l'architecture à Paris. Pendant ses études à Paris, elle habite au Collège néerlandais, une des résidences de la Cité internationale universitaire (CIU). C’est lors d’une rencontre entre la délégation d’étudiants iraniens dont elle fait partie et le chef de l’État iranien, venu rendre visite au général de Gaulle à Paris, qu’elle fait la connaissance de son futur époux. C'est le beau-fils de celui-ci, Ardeshir Zahedi, qui les présente l'un à l'autre.

### Mariage royal

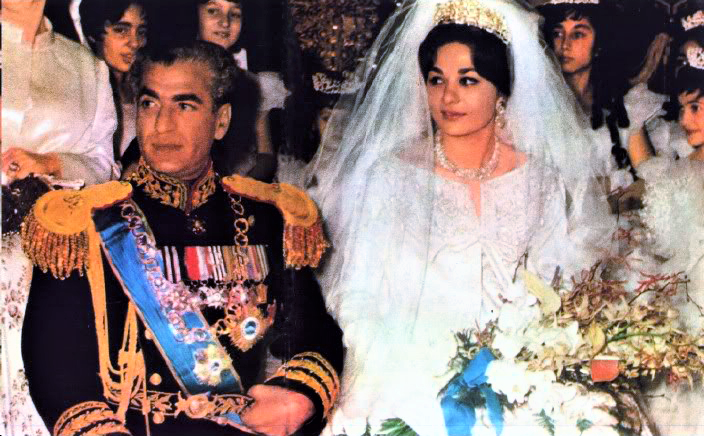
Mariage de Mohammad Reza Pahlavi et Farah Diba, 21 décembre 1959.

Le chah avait déjà été marié avec la princesse Faouzia d'Égypte (de 1939 à 1948), puis avec Soraya Esfandiari Bakhtiari (de 1951 à 1958), deux unions terminées chacune par un divorce. De son premier mariage, il a eu une fille, Shahnaz, qui a épousé en 1957 Ardeshir Zahedi, fils du général Fazlollah Zahedi, et personnage de haut rang à la cour, intime du souverain.

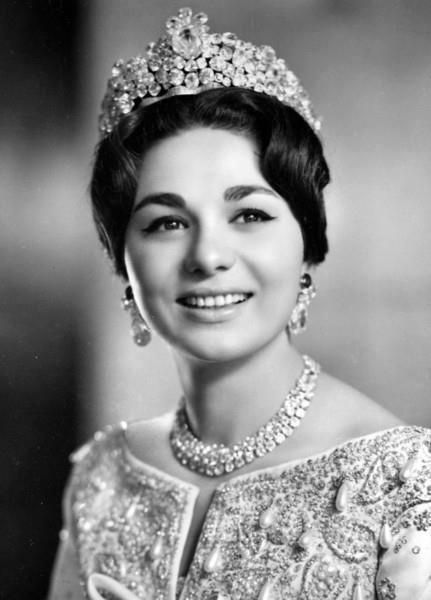
Farah en 1959.

La rencontre de Farah et du Shah à Paris ne devait pas être la seule : quelques mois plus tard, alors que de nombreuses prétendantes étaient approchées de la Cour pour devenir la nouvelle reine, place vacante depuis le départ de Soraya Esfandiari, un des oncles de Farah saisit l'occasion d'une demande de bourses d'études pour que sa nièce rencontre Ardéshir Zahedi, alors également responsable des bourses d'études. Ce dernier reconnut la jeune fille, qu'il invita à rencontrer son épouse, la princesse Chahnaz. Farah fut reçue au palais de Chahnaz, à Sa'dabad. Les deux femmes sympathisèrent et lors de leur deuxième rencontre, le Chah arriva « par hasard » pour rendre visite à sa fille. C'est ainsi qu'il rencontra plus intimement Farah. Les deux futurs époux ne s'étaient pas oubliés depuis Paris ; après plusieurs rencontres privées, le couple annonce ses fiançailles le 1er décembre 1959. Le mariage royal est célébré le 21 du même mois, faisant de Farah la nouvelle reine d’Iran.
Sa position à la cour est fragile comme celle de ses prédécesseuses, jusqu'à ce que la reine se retrouve enceinte quelques mois après le mariage. Le 31 octobre 1960, la reine accouche dans un hôpital public dont elle a la présidence, dans le sud de Téhéran : elle a insisté pour marquer la proximité avec le reste de la population, cet hôpital étant ouvert à toutes les femmes, même les plus démunies. C’est un garçon, Reza, désormais héritier du trône, qui consolide la position de la dynastie fondée en 1925. La famille s'agrandira vite et accueillera trois autres enfants : la princesse Farahnaz Pahlavi, née en 1963, le prince Ali-Reza Pahlavi, né en 1966 et la princesse Leila Pahlavi, née en 1970.
S'occupant d’associations caritatives, elle favorise la création de grands centres de soins comme des léproseries et plusieurs hôpitaux. Elle sera un des moteurs de la révolution blanche, un programme social du chah des années 1960. Dans les années 1970, cependant, les relations entre le shah et la shahbanou se refroidirent ; le shah, grand consommateur de femmes, entretint de nombreuses relations extra-conjugales, bien qu'elles soient généralement sans lendemain. Farah en souffrit secrètement et voua une certaine détestation à Asadollah Alam, ministre de la cour, grand ami du shah et arrangeur des aventures de ce dernier. Une aventure trop ébruitée du chah manqua de focaliser l'attention publique sur l'une des maîtresses du monarque, ce qui se termina en un rapprochement du roi et de la reine, même si, à en croire les mémoires d'Alam, les aventures du shah continuèrent.

### Fonctions officielles
Le rôle exact que la nouvelle reine jouerait, le cas échéant, dans les affaires publiques ou gouvernementales, était incertain, son rôle principal étant simplement de donner au Shah un héritier mâle. Au sein de la maison impériale, sa fonction publique était secondaire à la question bien plus urgente de la succession. 

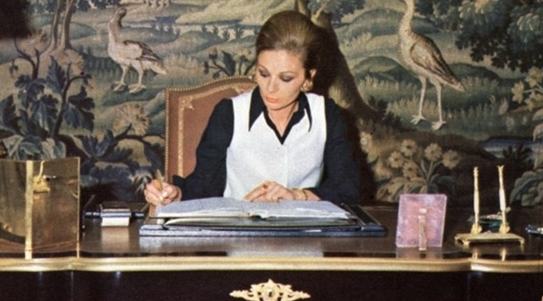
L'impératrice Farah à son bureau du palais de Niavaran dans les années 1970.

Néanmoins, après la naissance du prince héritier, la nouvelle reine était libre de consacrer plus de temps à d'autres activités officielles, essentiellement pour assister aux inaugurations de diverses institutions d'éducation et de soins de santé, sans trop se risquer à des questions controversées. Cependant, au fil du temps, cette posture évolua.
La reine s'impliqua beaucoup plus activement dans les affaires du gouvernement, s'occupant de questions et de causes qui l'intéressaient. Elle utilisa ainsi sa proximité et son influence avec son mari, le Shah, pour obtenir des fonds et attirer l'attention sur certaines causes, en particulier dans les domaines des droits des femmes et du développement culturel. Ses préoccupations étaient les « domaines de l'éducation, de la santé, de la culture et des questions sociales », la politique étant exclue de son champ d'application. Cependant, la sœur jumelle politiquement puissante de Mohammad Reza, la princesse Ashraf, finit par voir en Farah une rivale ; cette rivalité conduisit Farah à pousser son mari à réduire l'influence d'Ashraf à la Cour.
Farah Pahlavi eut donc de nombreuses fonctions officielles ; ses principales responsabilités comprenaient les systèmes de soins, l'éducation, le travail social et la culture des traditions culturelles et historiques, mais il s'agissait avant tout de superviser de nombreux complexes médicaux, éducatifs et sociaux, ainsi que des clubs culturels et sportifs. Elle s'occupa également des questions environnementales et du développement de l'artisanat traditionnel ou de petites industries rurales. Outre le parrainage d'organisations et d'associations individuelles, Farah Pahlavi exerçait la présidence de plusieurs fondations et entreprises d'État.
Farah Pahlavi possédait son propre cabinet, qui comptait 40 employés vers la fin du règne de son époux, et était divisé en quatre départements : médecine et santé, éducation, art et culture, affaires sociales. Le financement de chaque projet provenait principalement de la Fondation Pahlavi, et donc plus ou moins directement de son mari le Shah Mohammad Reza Pahlavi, mais aussi de sa propre Fondation Farah Pahlavi, de la National Iranian Oil Company (NIOC) et des dons de l'industrie et du secteur privé.
Farah Pahlavi eut également un rôle non négligeable dans la planification du 2500e anniversaire de la monarchie iranienne, lors duquel la dynastie Pahlavi atteignit son apogée politique en 1971.

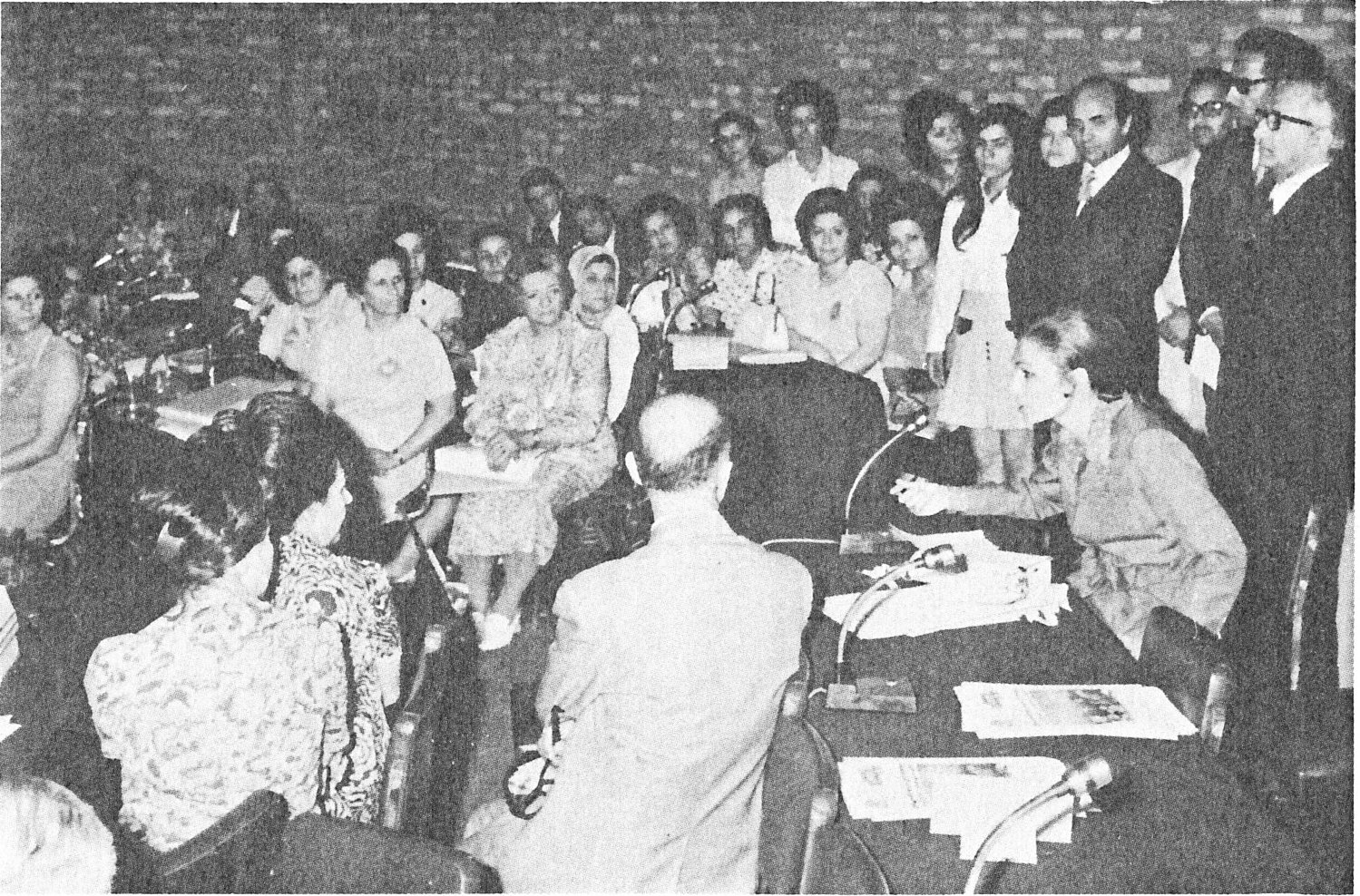
Conférence des directeurs de toutes les associations placées sous le patronage de Farah Pahlavi (assise, à droite), 1975.

#### Système de santé
L'une de ses premières activités dans l'engagement sanitaire concerne le domaine de la léproserie, avec la fondation du village Behkadeh Raji (en), en 1961, autour d'une léproserie centrale pour permettre aux lépreux d'Iran de mener une vie décente et de bénéficier de soins médicaux adéquats. Jusque-là, les malades de la lèpre menaient une vie complètement isolée et étaient insuffisamment soignés par les services décentralisés. La recommandation des experts de l'Organisation mondiale de la santé (OMS) de renvoyer les malades guéris de la lèpre dans leur village n'était jusque là pas appliquée, et la déclaration d'un cas de lèpre entraînait l'expulsion de toute la famille de la communauté villageoise. À Behkadeh Raji, ils furent en mesure de reconstruire une nouvelle vie avec leurs familles, même après avoir survécu à la maladie. La poétesse Forough Farrokhzad a tourné dans ce village de lépreux un film émouvant intitulé Chaneh siah ast ("La maison est noire"), lequel a reçu le Grand Prix du festival international du court-métrage d'Oberhausen en 1963.

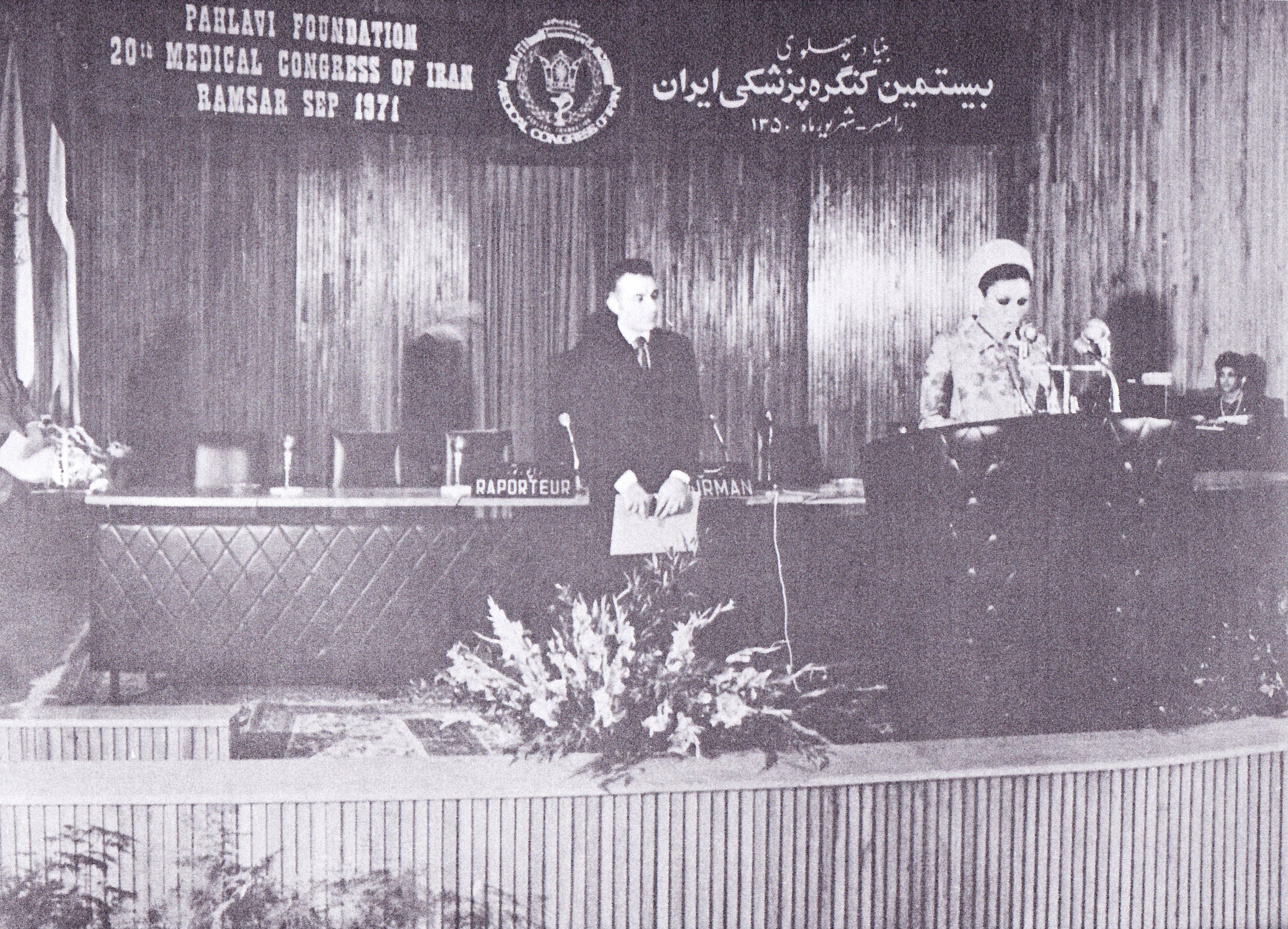
La Shahbanou Farah ouvrant le 20e congrès médical à Ramsar, en 1971.

Le Kongereh Pezeschki-e Iran (Congrès médical iranien), fondé en 1951, s'occupe des maladies qui ont cours en Iran. Celui-ci mena des projets de recherche médicale et organisa des échanges d'informations avec des experts médicaux étrangers. Présidé par Farah Pahlavi, le Congrès était financé par la Fondation Pahlavi et se réunissait chaque année à Ramsar (Mazandéran). Sa direction médicale était sélectionnée par des institutions médicales gouvernementales, ses médecins iraniens et l'armée. Le Congrès avait ainsi un comité technique de médecins spécialistes qui organisait et supervisait les programmes médicaux.

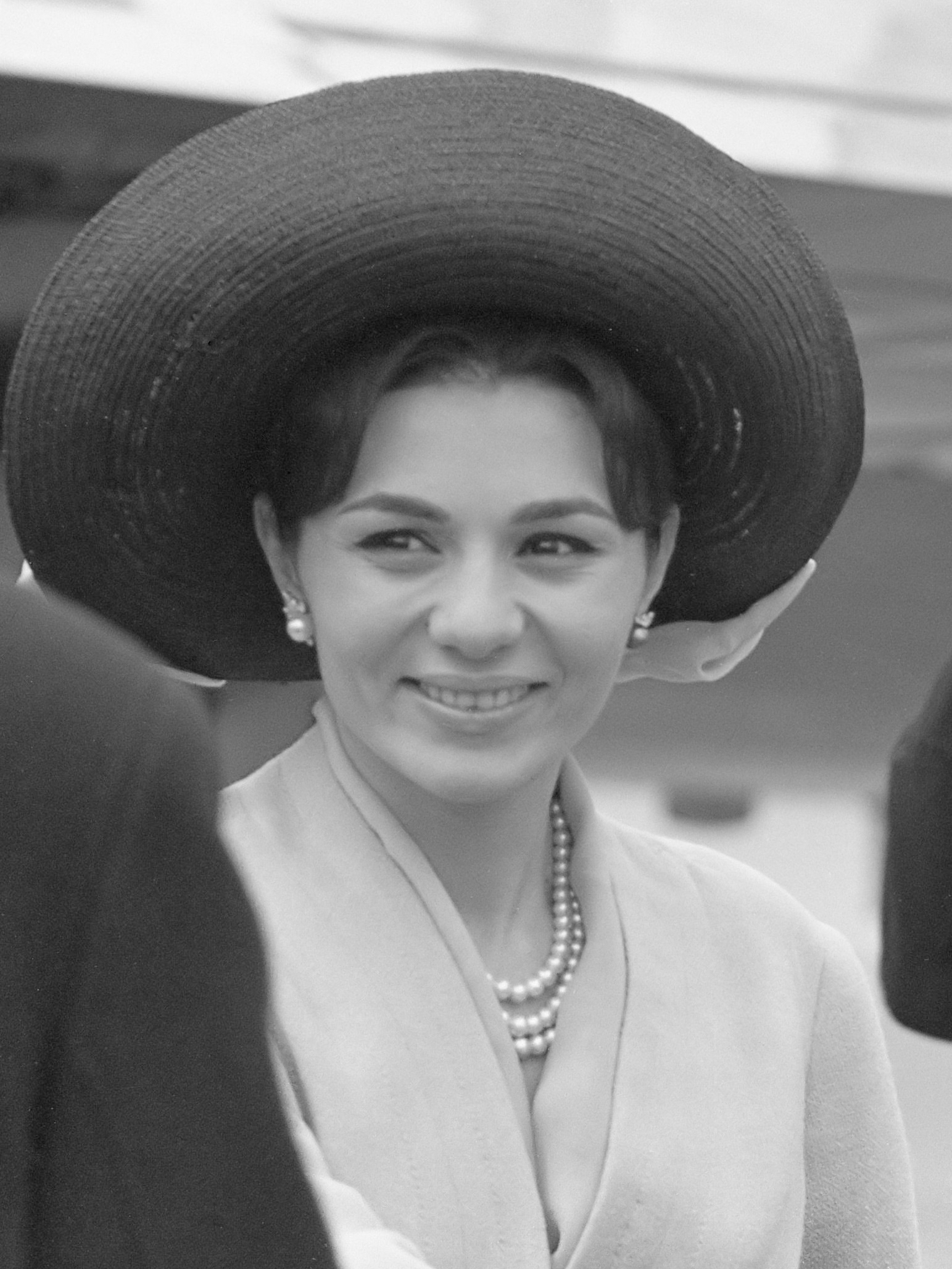
La reine Farah en 1962.

En mars 1963, sous le patronage de Farah Pahlavi, fut fondée la Djamiyat-e Melli-e Mobarezeh ba Saratan (Société nationale de lutte contre le cancer). La société construisit 34 centres de diagnostic offrant des traitements suivis pour les patients atteints de cancer. Les centres étaient équipés de services de cytodiagnostic. Un département rattaché au ministère de la Santé mit au point un service de conseil pour le traitement du cancer du col utérin. Un centre pour le cancer de la peau et le cancer des muqueuses fut créé à l'université de Téhéran. En outre, la société mis en place une clinique de réadaptation centrale pour les patients atteints de cancer à Téhéran.
En 1965, sous les auspices de Farah Pahlavi, l'Association pour le sauvetage des brûlés (Dschamiyat-e Hemayat Asibdidegan az Suchtegi) fut fondée. L'objectif était de mettre en place un centre médical pour traiter les victimes de brûlures. Avec les fonds levés par l'entreprise, un hôpital spécial put être construit en tant que centre de soins pour les victimes brûlées. En plus d'un département des brûlures, le centre possédait également son propre département de recherche et son département de formation pour les premiers soins en cas de brûlures. La société construisit d'autres hôpitaux et départements plus petits, en particulier dans les villes avec une forte proportion de l'industrie. Elle dispensa des cours spéciaux sur les soins à prodiguer aux victimes de brûlures dans le cadre de l'étude des soins infirmiers.
Le Djamiyat-e Tarafdaran-e Markaz-e Teb-e Kudakan (Société pour l'avancement de la pédiatrie) fut fondée en novembre 1966 sous la supervision de Farah Pahlavi à la suggestion des docteurs Mohammad Gharib et Hasan Ahary. Gharib et Ahary avaient déjà émis en 1958 le projet de créer un centre de pédiatrie en Iran. Manquant de ressources financières, tous deux se tournèrent quelques années plus tard vers Farah Pahlavi, qui fonda la Société pour l'avancement de la pédiatrie, afin de recueillir des fonds pour la construction et la poursuite de l'exploitation d'un centre de pédiatrie. L'entreprise était dirigée par des représentants du ministère de la Santé, du ministère de l'Éducation, du recteur de l'Université de Téhéran et du doyen de la faculté de médecine de l'Université de Téhéran. Le centre compte aujourd'hui six départements et 150 lits et fait toujours partie de la faculté de médecine de l'université de Téhéran.
En 1970, sous les auspices de Farah Pahlavi, la Bonyad-e Irani Behdash-e Jahani (Fondation iranienne pour la santé mondiale) fut fondée. Le but de la fondation était de coordonner la coopération du système médical iranien avec l'Organisation Mondiale de la Santé (OMS). La Fondation aida également à recueillir des dons d'institutions industrielles et privées, nationales et étrangères pour financer des projets de santé iraniens.

#### Jeunesse et famille

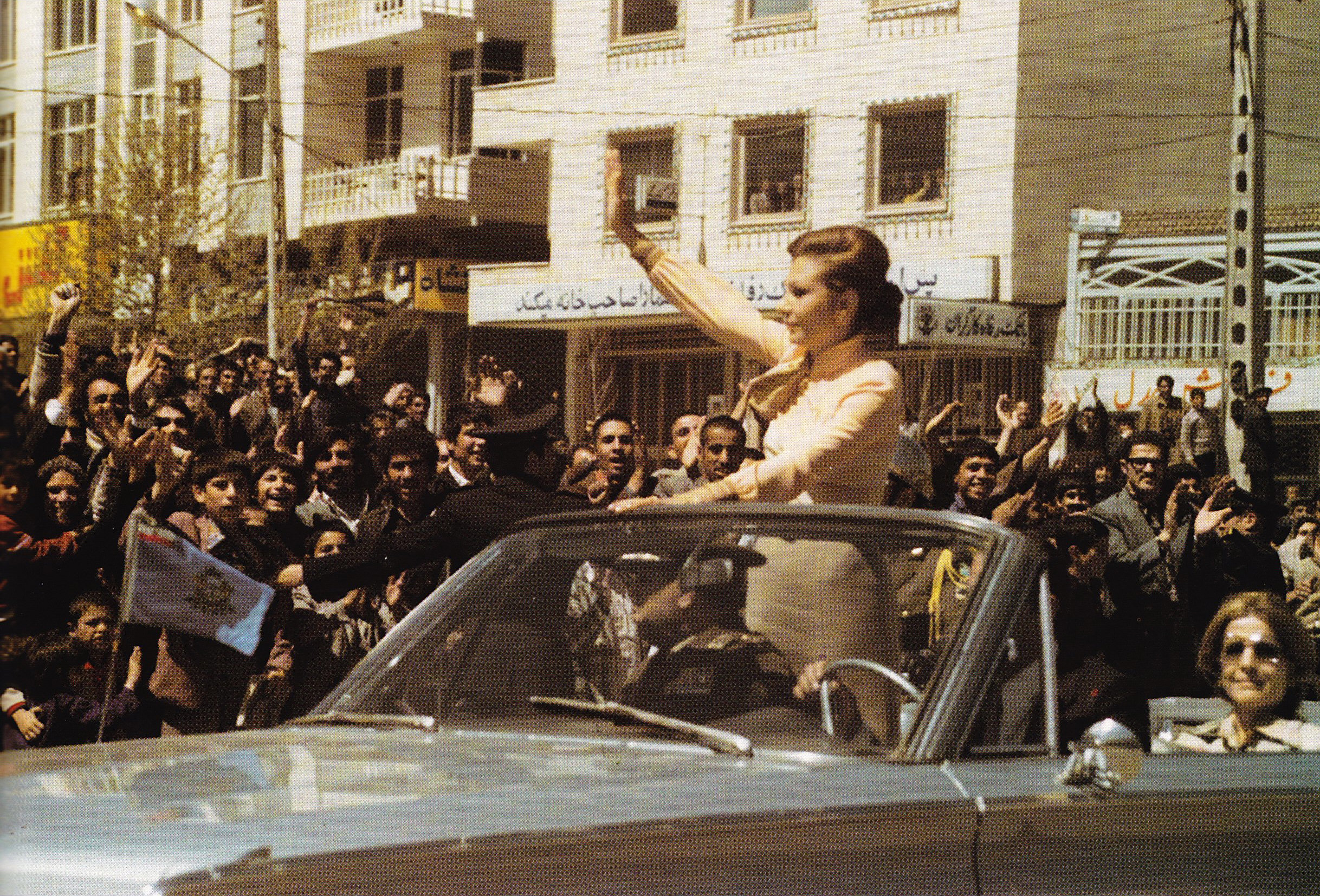
La shahbanou visitant Kermanchah dans les années 1960.

Le bien-être des enfants et des adolescents en Iran était initialement considéré comme une activité purement caritative. Il fallut attendre le début des années 1960 pour que des services relatifs à la protection des enfants et des adolescents relatifs à l'État soient développés sous l'impulsion de Farah Pahlavi. Il convient de mentionner ici les associations que sont la Fondation Farah Pahlavi (Dschamiyat-e chayriyeh Farah Pahlavi), la société Lion-et-Soleil-Rouge de l'Iran, la Société pour le soutien des mères et des enfants en bas âge (Bongah Hemayat Madaran va nozadan), la Société de soutien aux orphelins (Jamayat-e Hemayat-e Kudakan-e bi Sarparast) et la Société nationale pour le soutien des enfants (Andschoman-e melli-e hemadschat-e kudakan). Farah Pahlavi a promu la construction d'orphelinats pour près de 10 000 orphelins à travers le pays et fonda la première école professionnelle pour les éducatrices pour remplacer les soins de fortune alors fournis par un programme d'éducation et de formation en orphelinat. Afin de donner aux jeunes et aux adultes sans éducation une perspective professionnelle, le Centre d'enseignement professionnel (Kanun-e Kaaramuzi-e Keschvar) fut fondé en 1959 sous les auspices de Farah Pahlavi.

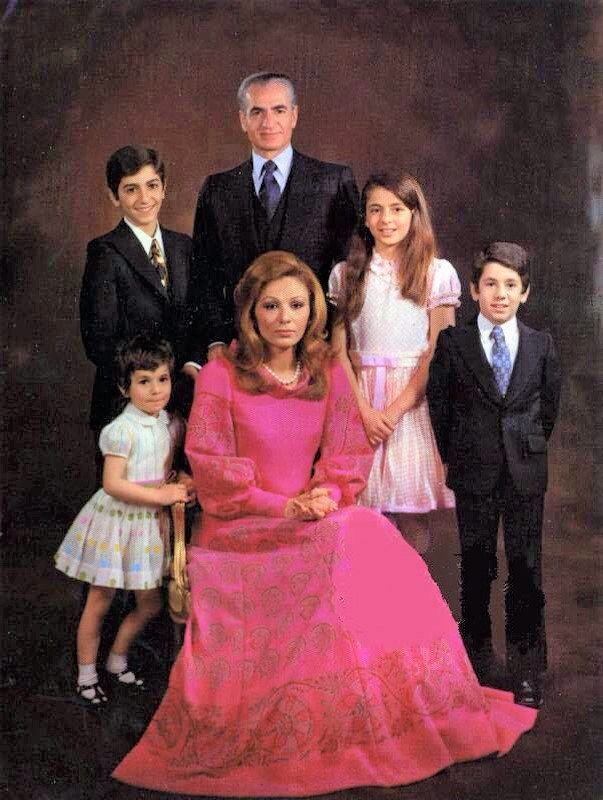
Mohammad Reza Shah et Farah entourés de leurs 4 enfants : de haut en bas, Reza, Farahnaz, Ali Reza et Leila.

Le Sasman-e Melli-e Pischahangi Dochtaran (Organisation nationale des scoutes féminines) a été fondée en 1953. Le but de l'organisation était le développement mental et physique des filles et des jeunes femmes âgées de 7 à 20 ans selon les règles du Mouvement Scout. L'organisation était sous la supervision de l'Organisation nationale des scouts d'Iran. Jeune fille, Farah Diba était membre de l'organisation scoute. Après son mariage avec Mohammad Reza Pahlavi, elle repris le patronage de l'organisation scoute féminine. L'organisation était membre du Mouvement Scout International. Ainsi, en octobre 1976, la 10e Conférence Scoute Asie-Pacifique et en septembre 1978, la 23e Conférence Mondiale des Scouts, se tinrent toutes les deux à Téhéran.

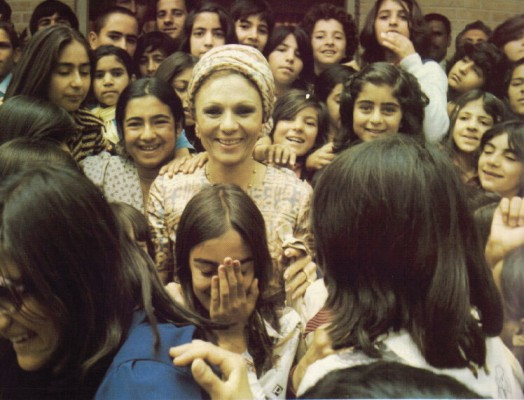
Farah Diba en visite dans un centre d'organisation de la jeunesse.

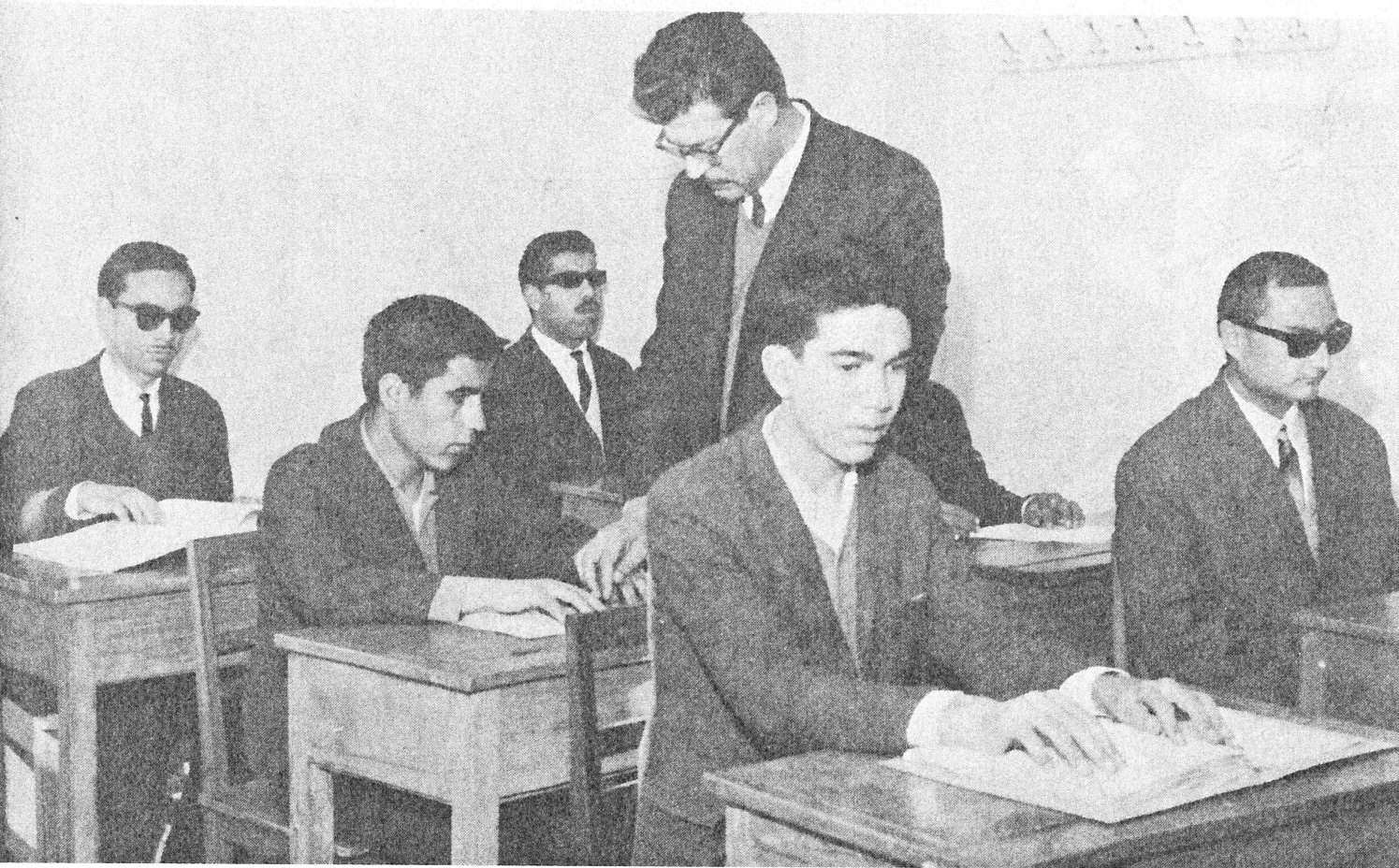
Adultes apprenant le braille à l'école pour aveugles Reza Pahlavi.

En 1965, l'école Reza Pahlavi des aveugles (Amuzeschgah-e Nabinayan-e Reza Pahlavi) fut fondée sous le patronage de Farah Pahlavi. Cette école était responsable de l'éducation et de la formation professionnelle des aveugles. L'école était équipée d'un dortoir où la moitié des étudiants avaient un logement offert. Les étudiants étaient enregistrés directement à l'école par leurs familles, par l'intermédiaire des mairies ou d'autres organisations caritatives, telles que le Lions Club. Les cours de l'école étaient axés sur les compétences particulières des aveugles. Ainsi, en plus des cours d'éducation générale, des cours de dactylographie et d'artisanat furent également organisés. En plus de l'éducation pour les enfants, l'école dispensa également des cours pour adultes.
La Fédération des sports pour les sourds-muets (Federation-e Varzeschiy-e-e Kar va Lalha) fut fondée en 1956, sous la direction de Farah Pahlavi, destinée à la formation sportive des sourds-muets. Les cours concernaient principalement l'entraînement à la lutte et le tennis de table. Le 17 août 1969, l'équipe iranienne de Belgrade participa aux Deaflympics.
Le 24 octobre 1967, le sénateur Manuchehrian proposa une nouvelle loi sur la famille au Sénat, dans laquelle étaient impliquées Ashraf Pahlavi, la sœur jumelle du Shah, et Farah Pahlavi. Avec cette loi, les femmes iraniennes obtinrent l'extension de leurs droits, y compris la possibilité de soumettre à tout moment une action en divorce. Les hommes, d'autre part, furent privés du droit de divorcer de leur femme par une décision religieuse unilatérale et sans procès. Il était interdit à l'homme d'épouser une seconde épouse en vertu des lois religieuses du pays à moins que le consentement approuvé par la cour de la première épouse ne soit présent et qu'il ne puisse démontrer de façon crédible qu'il pouvait offrir un traitement égal aux deux femmes. Complètement nouvelle était la possibilité pour le tribunal de la famille d'accorder la garde des enfants de la mère dans un divorce si cela nécessitait le bien-être des enfants. Auparavant, la garde des enfants après un divorce revenait automatiquement à l'homme. De plus, le tribunal pouvait désormais déterminer le montant des pensions alimentaires à verser par l'homme.

Afin de préserver la compréhension islamique de la loi, qui définit un mariage simplement un contrat entre l'homme et la femme régissant une vie conjugale commune, certaines dispositions relatives à la pension devaient être incluses dans le contrat de mariage pour un éventuel divorce. Ainsi, une exclusion contractuelle des pensions alimentaires après un divorce était devenue impossible. L'ayatollah Khomeini, à cette époque en exil à Nadjaf, contredit avec véhémence cette loi :
« Ce parlement illégal a récemment adopté une loi officiellement désignée comme la loi sur la protection de la famille. Son intention, cependant, est de détruire la famille d'un musulman. La loi est dirigée contre l'Islam, et les législateurs et ceux qui appliquent cette loi sont des pécheurs qui violent la charia. »

#### Éducation, art et culture
Le bureau de l'impératrice fut aussi à l'origine d'une association cherchant à promouvoir les capacités intellectuelles des enfants et des adolescents (Kanun-e Parvaresch-e Fekri-e Kudakan va sans Dschavanan), qui développa la culture des livres pour enfants iraniens indépendants et promu de nombreux auteurs de livres et d'illustrateurs, ordonna la construction de bibliothèques pour enfants et de bibliothèques mobiles, la création d'un théâtre ambulant, le développement du programme culturel pour enfants avec des cours de musique, de théâtre et d'artisanat ainsi qu'un atelier de cinéma pour 8 mm et la création d'un festival de films pour enfants.
Une attention particulière fut accordée à la promotion de la langue persane par Farah Pahlavi. Ainsi, elle fonda en 1964 avec le concours de Parviz Natel-Khanlari (en) le Bonyad-e Farhang-e Iran (Fondation pour la culture iranienne) et développa considérablement l'actuelle Bongah-e Tarjomeh va Nashr-e Ketab (Société publique pour la traduction et la publication de livres).

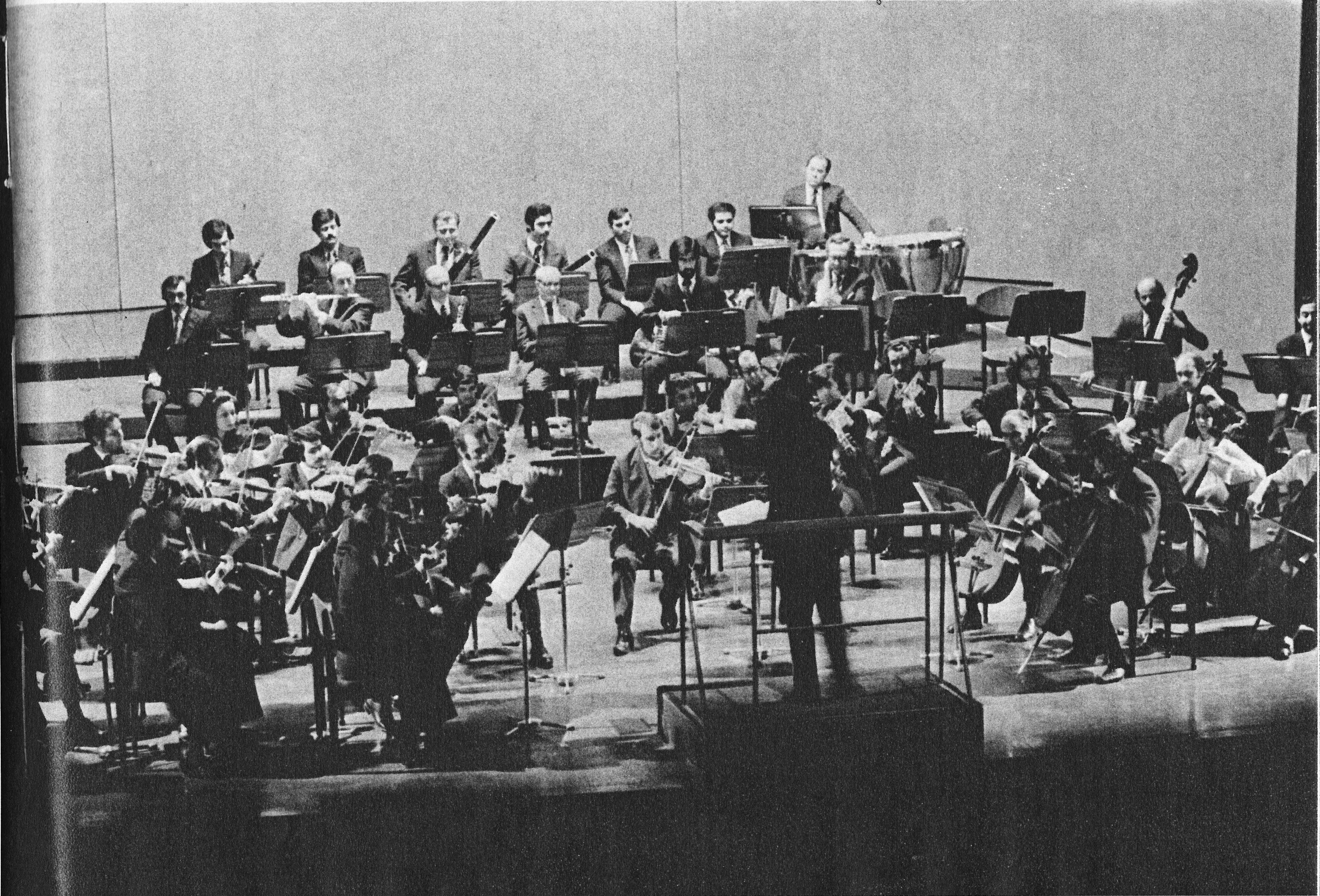
L'Orchestre philharmonique de Téhéran en 1965.

En 1963 Farah Pahlavi pris la direction du Anjoman-e Filarmonik Tehran (Orchestre symphonique de Téhéran), créé en 1953, lequel reçut un soutien financier direct du bureau de la reine. Grâce à ces subventions l'Orchestre philharmonique de Téhéran dirigé par Heshmat Sanjari (en) connut un premier âge d'or en 1963-1972. À cette époque, l'orchestre joua avec et sous la direction de musiciens internationaux comme Yehudi Menuhin, Zubin Mehta, Isaac Stern et Herbert von Karajan. Il y avait une séparation de l'orchestre d'opéra et de l'orchestre symphonique. L'orchestre donna non seulement des concerts à Téhéran, mais aussi à Abadan et à Chiraz. Dans la fin des années 1960, plus de 700 concerts avec des chefs étrangers et iraniens avaient été réalisés.

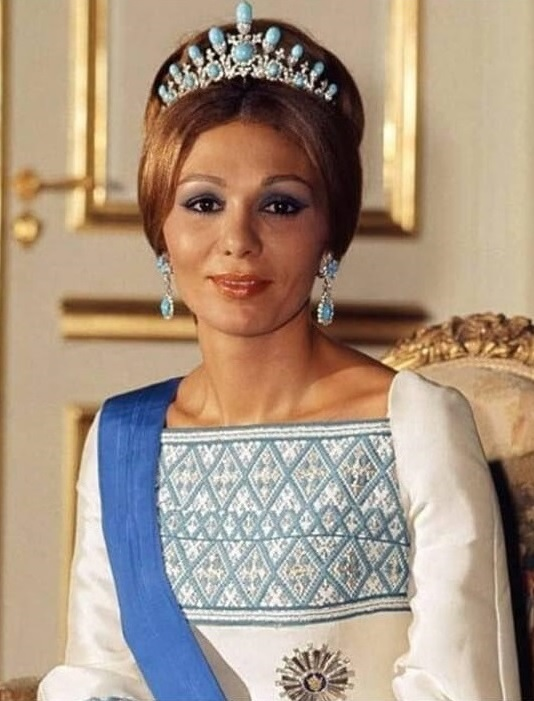
L'impératrice Farah en 1972.

Pour promouvoir les relations culturelles entre l'Iran et l'étranger, l'Andeshoman-e Melli-e Ravabet-e Farhangi (Société nationale pour les relations culturelles) fut fondée en 1967. Farah Pahlavi devint présidente de la société. La compagnie invitait des artistes et des auteurs étrangers célèbres en Iran et finança leur séjour en Iran par des bourses. Des artistes venant d'Inde, du Mexique, de l'Union soviétique et de la Turquie furent particulièrement mis en valeur. Ainsi Hervé Vilard alias « El Diablito de Paris », alors vedette en Amérique latine entre 1969 et 1979 fut invité au palais par Farah Pahlavi.
Des artistes iraniens financèrent les expositions de la société et les représentations à l'étranger. Le développement de collections de livres en persan à l'étranger fut également très encouragé.
En 1967, à la suggestion de Farah Pahlavi, le Festival des Arts de Chiraz fut créé. Le festival était le premier et le seul festival d'art moderne en Iran. Il consistait essentiellement en la présentation de musique électronique et d'art avant-gardiste dans le domaine de la musique, de la danse et du théâtre. Il se tint chaque année de 1967 à 1977 dans la ville de Chiraz et devant les ruines de Persépolis. Le festival reçut une attention mondiale. En plus des artistes iraniens se produisaient également au festival des artistes de la culture occidentale tels que Iannis Xenakis, Peter Brook, John Cage, Gordon Mumma, David Tudor, Karlheinz Stockhausen et Merce Cunningham.

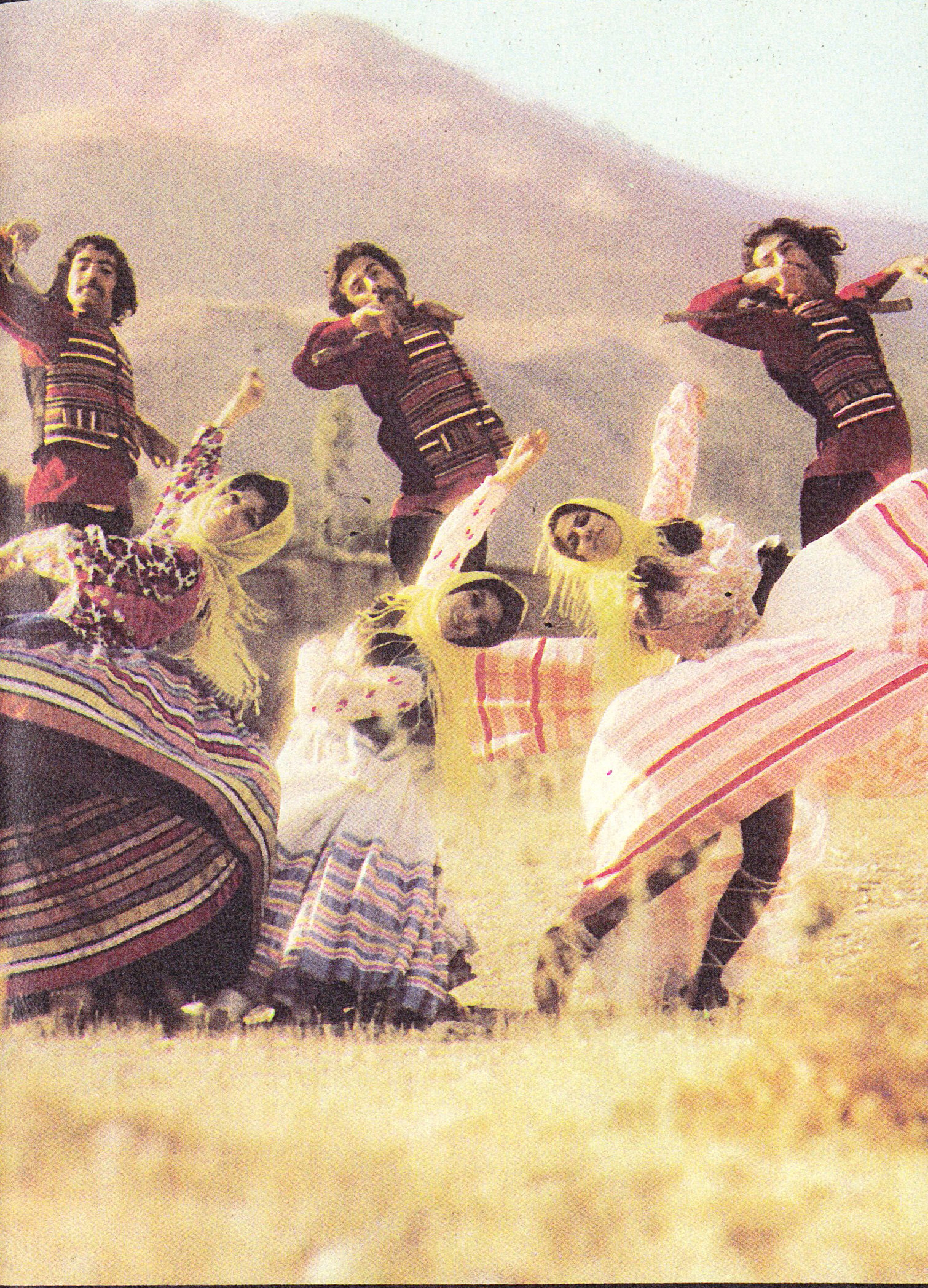
Groupe de danse folklorique iranienne.

En mai 1967, sous impulsion de Farah Pahlavi, l'Organisation nationale pour le folklore iranien (Sazeman-e Folklor-e Melli-e Iran) est fondée pour cultiver la musique folklorique iranienne, les danses folkloriques et la tradition de la culture villageoise. Une école spéciale de musique folklorique et de danse folklorique est fondée, où sont enseignées les bases de la danse et de la musique locales et nationales. Les diplômés étaient par la suite envoyés dans les écoles primaires et les villages pour enseigner aux enfants la danse et la musique. Des représentations nationales eurent lieu à Téhéran au Hall Rudaki en 1968 et plus tard dans toutes les grandes villes du pays. Un centre de recherche, rattaché à l'école, recueillait des informations sur la culture populaire, en particulier les vêtements, les danses, la musique, la narration et la peinture, et les évaluait pour l'enseignement. L'ensemble national apparut également en Turquie et au Pakistan.
Afin de rendre possible des représentations théâtrales à Téhéran, en 1967, la construction du Théâtre Shahr fut commandée par Farah Pahlavi. Le théâtre fut inauguré le 27 janvier 1973 avec la représentation de la pièce La Cerisaie par Anton Tchekhov, dirigé par Arie Avanesian en présence de Mohammad Reza Shah Pahlavi et Shahbanu Farah Pahlavi.
Pour les concerts, les spectacles d'opéra et de ballet, l'opéra et la salle de concert Talar-e Rudaki (Salle Rudaki) furent construits en 1968 à l'initiative de Farah Pahlavi. En plus des concerts d'artistes iraniens, de nombreuses performances furent réalisées avec la participation de musiciens et chefs d'orchestre de renommée internationale tels que Henryk Szeryng, Claudio Arrau et Herbert von Karajan. Le Chamber Orchestra von Stuttgart et le Berliner Philharmoniker y jouèrent également. En outre, des spectacles d'opéra et de ballet d'ensembles de renommée internationale et des spectacles du pantomime Marcel Marceau eurent lieu dans la salle Rudaki.
Le 14 juillet 1975 eut lieu la cérémonie d'inauguration du festival de littérature Farah Pahlavi à Tus dans la ville natale d'Abū l-Qāsem-e Ferdowsī. D'une part, on honorait le poète auteur de l'épopée nationale iranienne Shāhnāmeh. D'un autre côté, le public mondial devrait être sensibilisé à la tradition littéraire du lieu et du pays, comme lors des célébrations du millénaire de Ferdowsī. Le festival, avec des congrès littéraires parallèles, des peintures miniatures persanes et des représentations publiques, devint partie intégrante des festivals iraniens.
À l'instigation de Farah Pahlavi, de nombreux musées furent établis en Iran, notamment le musée du tapis de Téhéran, le musée d'Art contemporain de Téhéran et le musée iranien du verre et de la céramique iranien dans la capitale.

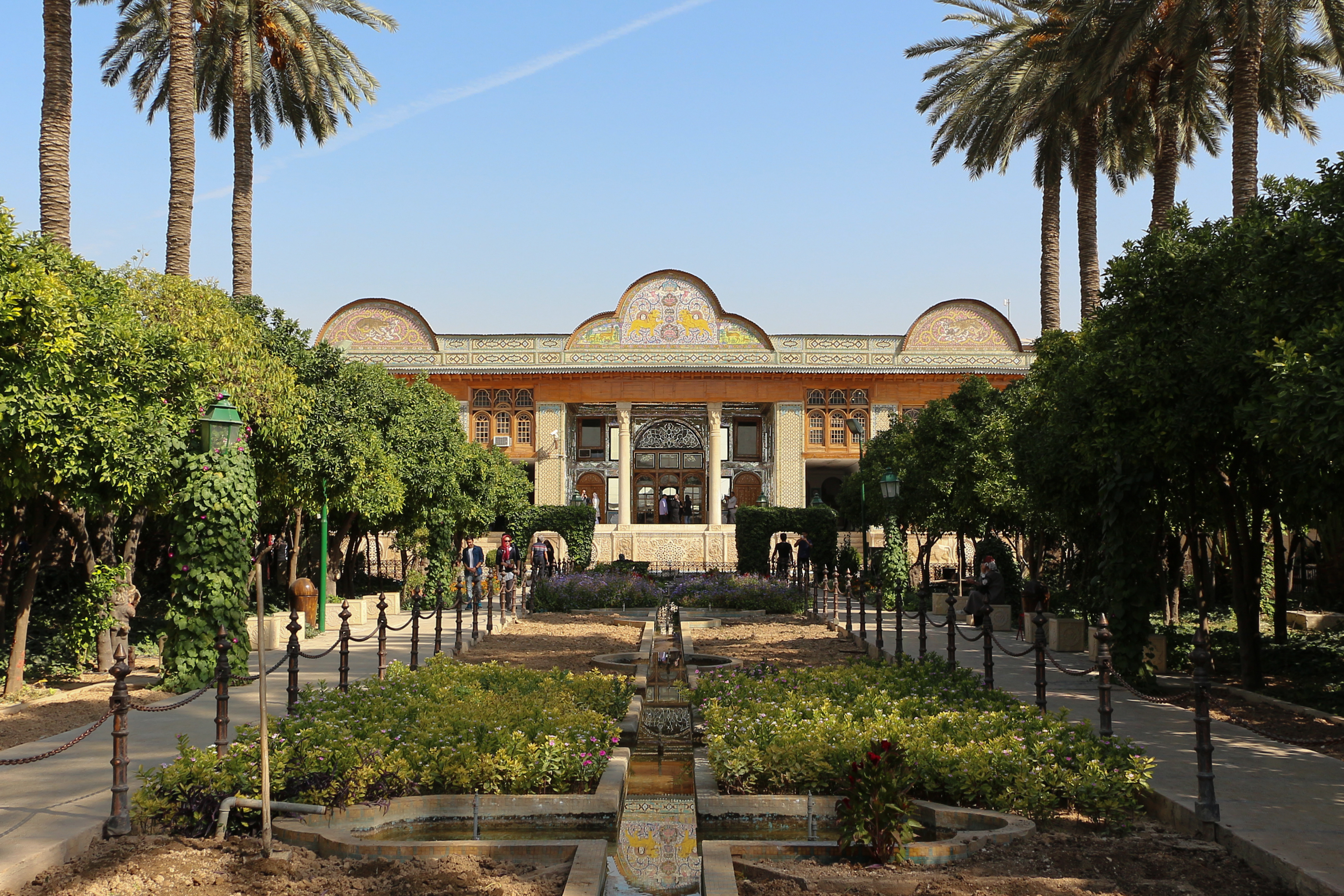
L'Institut des études asiastiques.

L'American Institue of Persian Art and Archeology, fondé à New York par Arthur Pope en 1925 devint en 1966 le Moaseseh Asiai-e Daneschgah-e Pahlavi Shiraz (Institut d'études asiatiques) et fut transféré à l'université Pahlavi de Chiraz. L'institut fut logé dans un bâtiment historique construit par Ali Mohammad Khan Ghavam al Molk en 1888, et donné par Shahram Ghavam à l'institut des études asiatiques. Le bâtiment est considéré comme l'un des plus beaux bâtiments construit sous la dynastie Kadjar et est situé sur un jardin d'agrumes de 3 500 m2 (surnommé Narendshestan). Le bureau de Farah Pahlavi entreprit la restauration du bâtiment et du jardin et en fit un institut scientifique avec un musée (Muzeh Shahram). Le bâtiment abrite toute la bibliothèque d'Arthur Pope, qui contient 10 140 livres sur l'histoire perse, le développement social et culturel du pays. Le bâtiment abrite également les archives d'Arthur Pope avec plus de 20 000 photographies et diapositives, un laboratoire photo et un laboratoire d'archéologie. En 1973 fut fondée l'Andschoman-e-e Schahanschahi Falsafeh (Académie de philosophie royale) par Hossein Nasr, qui en devint le premier directeur, également sous les auspices de Farah Pahlavi. L'académie comptait des membres comme Ehsan Naraghi, Abdolhossein Zarinkub, Mohsen Foroughi, Nader Naderpour et Seyyed Jalal Ashtiani.
Le 19 avril 1975, l'Université Farah Pahlavi (en), fondée par la reine en 1964, devient une école supérieure privée. Ce fut la seule université en Iran réservée aux femmes[réf. nécessaire].
Le 13 février 1974 Farah Pahlavi est élue à l'Académie des beaux-arts (France), membre associé étranger, au fauteuil XV. En 1977 est inauguré à Téhéran un musée comprenant une collection d'art moderne et contemporain achetée par Farah Pahlavi et son mari, de Claude Monet, Henri de Toulouse-Lautrec, Vincent van Gogh, André Derain, Pablo Picasso, Salvador Dalí, Mark Rothko, Jackson Pollock ou encore Victor Vasarely. Lors de la révolution iranienne de 1979, le portrait de l'impératrice par Andy Warhol est lacéré et les nus sont mis à l'abri (dont Great American Nude de Tom Wesselmann). Le musée est désormais dirigé par un comité révolutionnaire, où sont exposées des œuvres de propagande ultra-réalistes mettant à l'honneur les martyrs du soulèvement. En 1993, à la suite de tractations, une toile de Willem de Kooning de la collection est échangée contre le manuscrit persan du XVIe Le livre des rois. En 2005, une exposition est organisée à Téhéran avec les peintures reposant dans la réserve, le Francis Bacon étant finalement décroché car il figure deux hommes nus. En 2016, après la levée de sanctions économiques contre l'Iran, une exposition devait être organisée à Rome (Italie) avec certains tableaux mais devant des craintes, notamment que les tableaux soient échangés en secret, ils ne sont pas envoyés.

#### Urbanisme
Farah Pahlavi fut présidente du Conseil d'urbanisme fondé en 1965, Shoraye Aali Shahrsazi, qui dépendait au Ministère du logement. La tâche du conseil était de coordonner l'urbanisme, le développement urbain et l'embellissement des villes iraniennes. L'objectif était de diriger l'activité de construction dans les villes par des plans de zonage dans un certain ordre. Le Conseil mis particulièrement l'accent sur la préservation des vieux bâtiments historiques, la construction de parcs et la refonte architecturale des bâtiments officiels. Par exemple, à Téhéran, le Park-e Farah, le Park-e Shahan Shahi et le Park-e Jamshidieh furent construits selon les plans du conseil d'urbanisme. La construction de la tour Shahyad fut aussi sous la supervision de Farah Pahlavi.

### Statut et couronnement

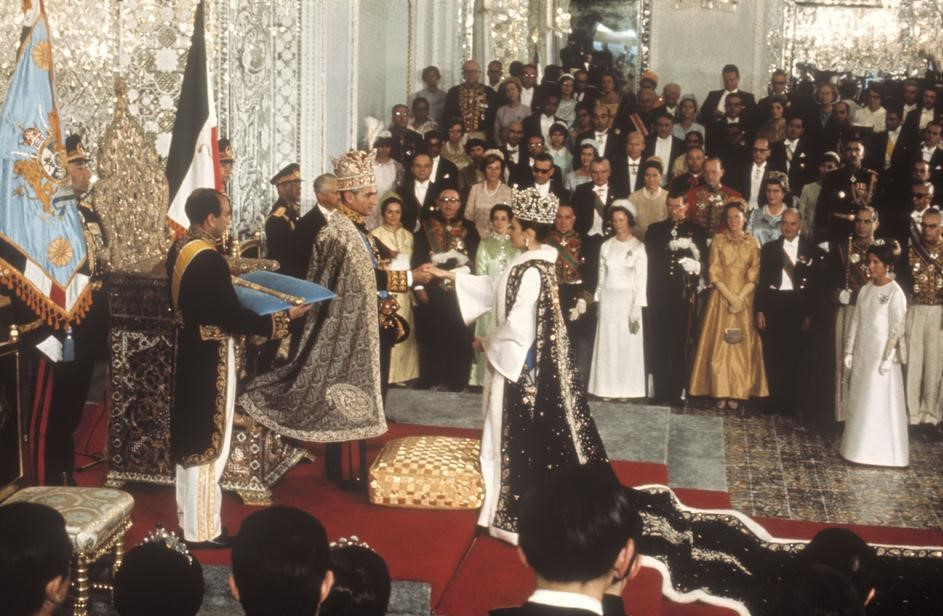
Mohammad Reza Pahlavi couronne Farah Pahlavi, 26 octobre 1967.

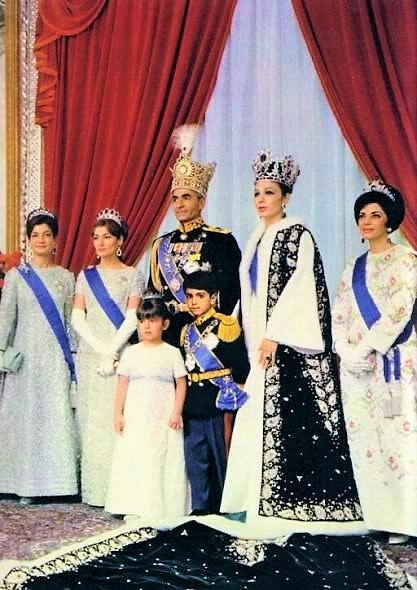
Couronnement du couple impérial, le 26 octobre 1967.

Depuis le mariage avec le Shah, Farah recevait officiellement le titre de malekeh, un mot d'origine arabe signifiant « reine ». Par un décret impérial du 20 mars 1961, elle reçoit officiellement le titre de chahbanou, mot persan qui peut se traduire par la « dame du roi ». Le terme n'ayant pas d'équivalent dans les langues étrangères, Farah est alors désignée sous le titre d'impératrice. La décision de créer ce nouveau titre fut motivée pour deux raisons. Premièrement, le titre devrait mettre l'accent sur l'identité iranienne du consort, et d'un autre côté, le nouveau titre visait à symboliquement améliorer le statut des femmes dans la société iranienne en général.

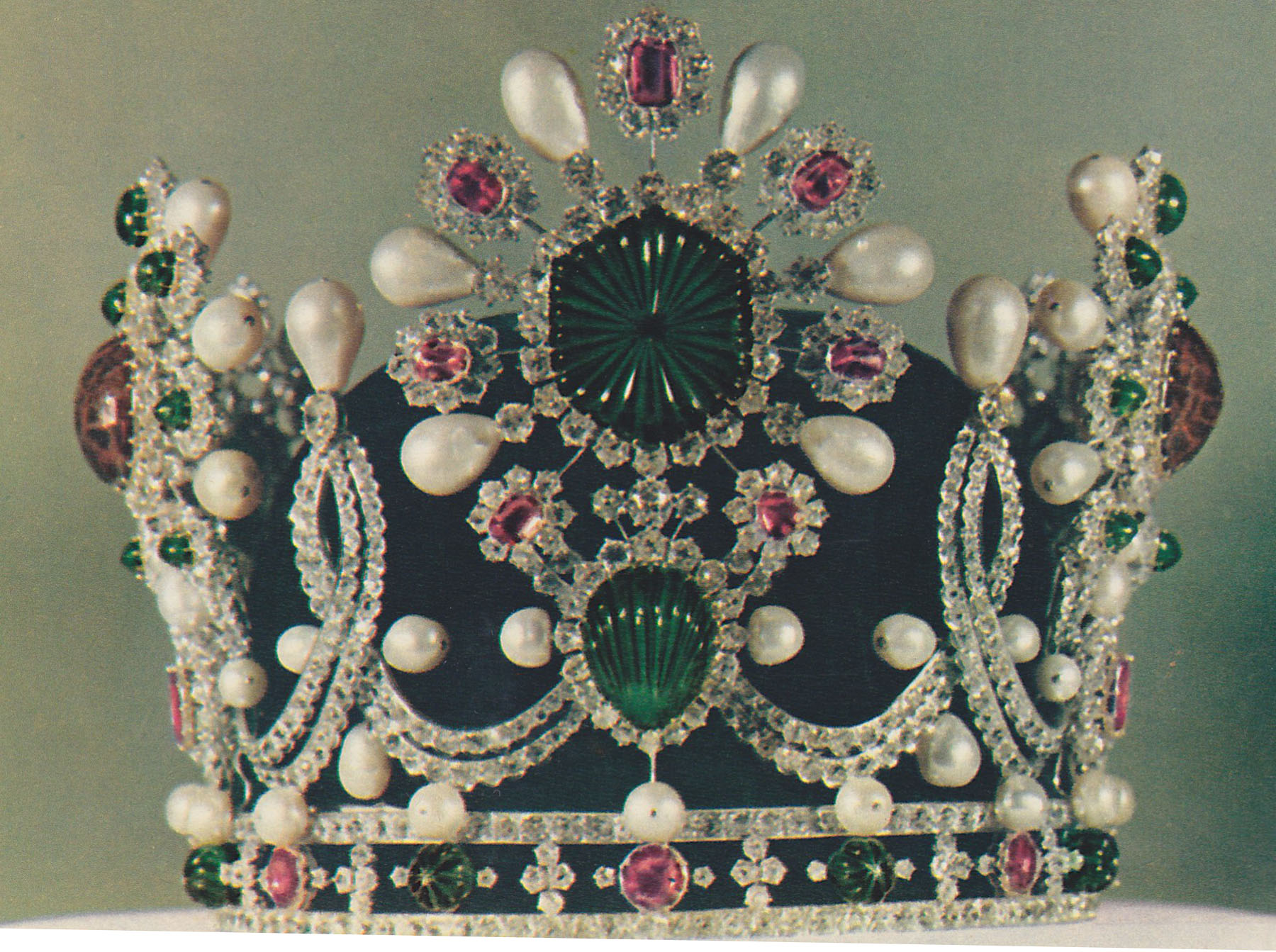
Couronne de l'Impératice

Le 23 août 1967, un amendement constitutionnel adopté par l'assemblée constituante nouvellement élue redéfinit l'ordre de succession au trône. L'âge minimum requis du Prince héritier pour succéder au Shah fut fixé à 20 ans. Si le prince héritier n'avait pas encore atteint cet âge, Farah Pahlavi devenait régente jusqu'à l'âge de la majorité du prince héritier. Ce changement constitutionnel était équivalent à un changement de paradigme dans la société perse.

Le 26 octobre 1967 a lieu le couronnement du chah, pour son 48e anniversaire, au palais du Golestan, à Téhéran. C'est à l'occasion de cette cérémonie, que la reine Farah est sacrée par le souverain qui lui dépose lui-même la couronne sur sa tête. Il s'agit d'une année importante, car c'est la première fois dans l'histoire de l'Iran qu'une femme reçoit vocation à la régence du pays en cas de vacance du trône. Avec le couronnement Farah Pahlavi se voit attribuer la position de Nayeb-al-Saltaneh (vice-roi). Cela signifiait qu'elle pouvait prendre la place du Shah en son absence et agir à sa place. La Shahbanou reçoit pour la cérémonie une nouvelle couronne spécialement créée pour l'occasion par la maison de joaillerie parisienne Van Cleef & Arpels, comportant 1150 pierres : perles grises et blanches, diamants, rubis et émeraudes gravées, dont une pesant plus de 150 carats. Après la cérémonie du couronnement, Mohammad Reza Shah Pahlavi expliqua :
« Depuis que je porte la couronne de la plus vieille monarchie du monde, et pour la première fois dans l'histoire, une Shahbanou d'Iran a été couronnée ; je me sens plus proche que jamais de mon peuple bien-aimé et honorable. Je souhaite et prie que Dieu Tout-Puissant protège plus que jamais cette terre. »
Par ce geste, Mohammad Reza Shah voulait montrer que son épouse, Farah, pouvait recevoir une position quasi égale à celle du roi. Avec le couronnement de Farah Pahlavi, toutes les femmes iraniennes et leurs réalisations dans la construction du pays devaient être honorées. Leur position dans la société iranienne se voulait valorisée et considérée comme égale à celle de l'homme.

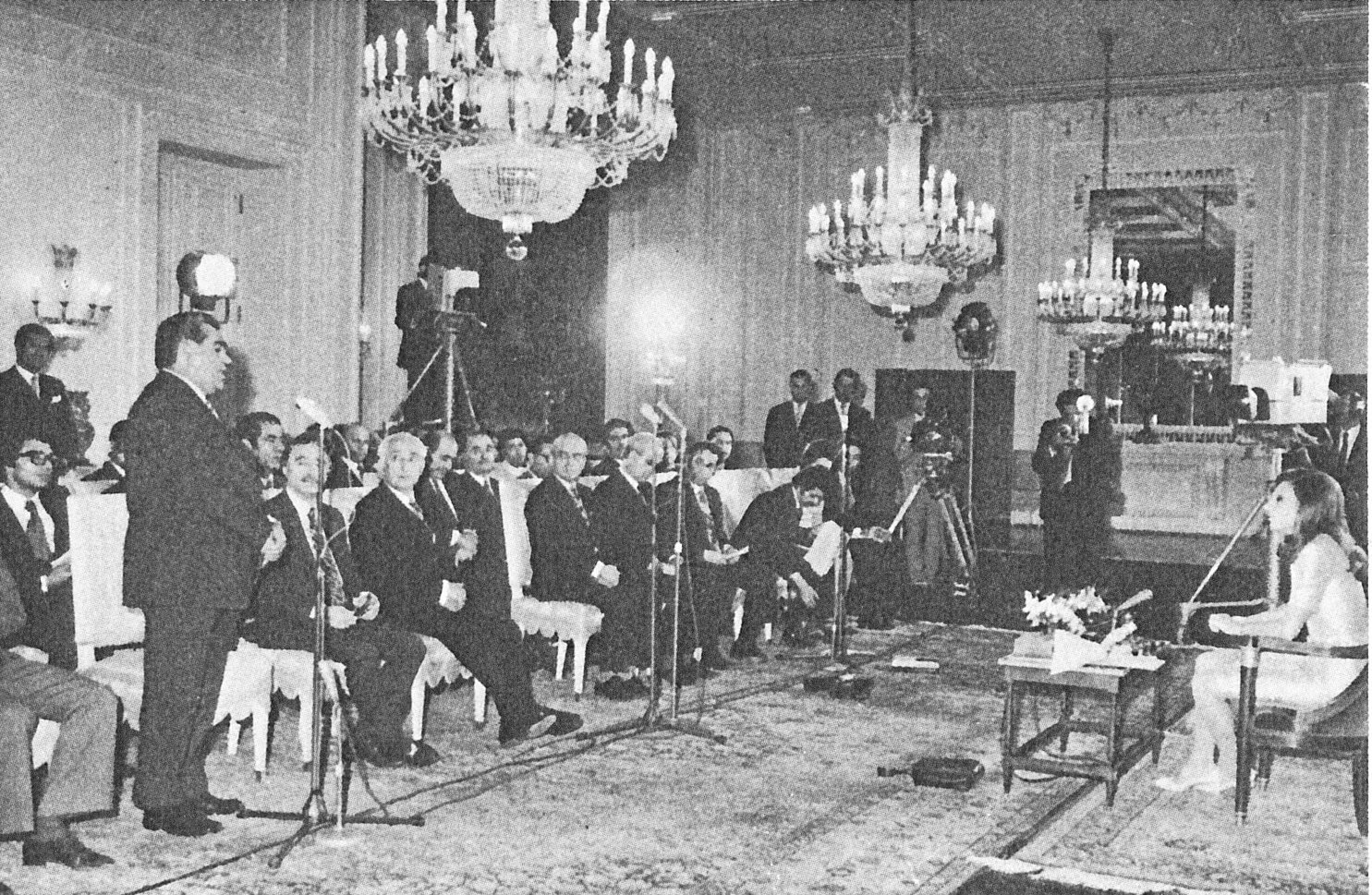
Conférence donnée par la reine après une visite à Kerman, en 1970.

### Voyages à l'intérieur du pays
La Chabanou Farah Pahlavi voyagea beaucoup dans les provinces éloignées d'Iran pour se renseigner sur l'état des projets de développement social et culturel. Farah Pahlavi voulait connaître les besoins et la situation des Iraniens dans toutes les provinces, et leur propre point de vue sur ces questions. Au cours de ces voyages, elle recueillit les contributions de la population et tenta de traduire les suggestions faites par la population en projets de développement.

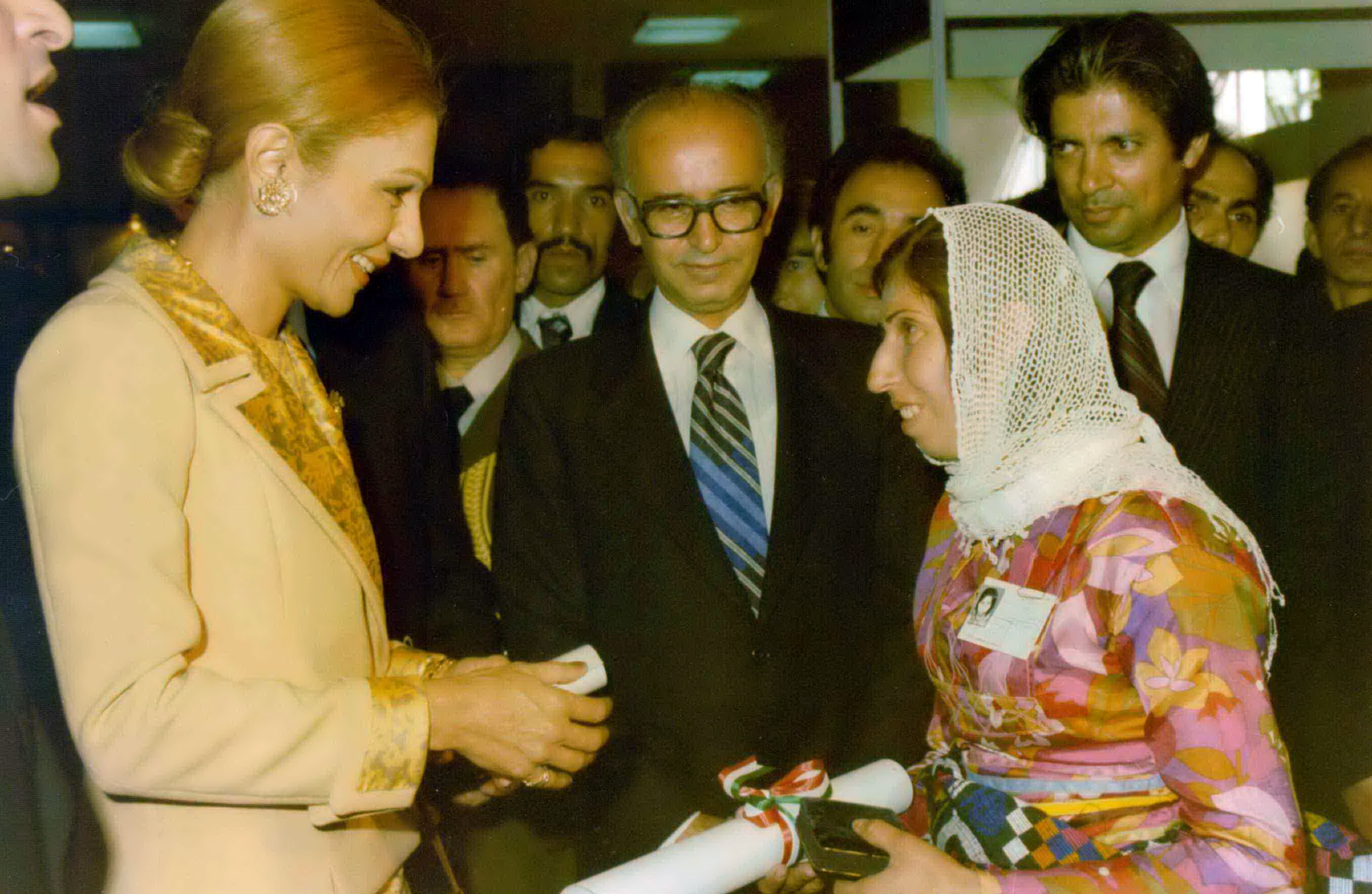
Farah Pahlavi à Ispahan.

Le premier voyage qu'entreprit Farah Pahlavi après la naissance de son troisième enfant fut au Sistan-et-Baloutchistan en décembre 1965. Son voyage suivant en octobre 1966 l'emmena dans la province de Hormozgan sur les rives du golfe Persique. Après sa visite, les anciennes citernes et réservoirs furent remplacés par un approvisionnement en eau moderne. Les anciens bâtiments de stockage ne furent pas démolis, mais soigneusement rénovés et transformés en musées, ateliers d'artisanat, théâtres, boutiques, aquarium et bibliothèques. À Bandar Abbas, un nouveau bâtiment de télévision fut construit dans le style de l'architecture locale, qui reçut ensuite un prix d'architecture de la Fondation Aga Khan (en). La planification et la coordination furent placés sous le contrôle de Farah Pahlavi.
En 1973, Farah Pahlavi s'est rendue à Bouchehr dans la province du même nom, pour assister au début des travaux de planification de la construction de la première centrale nucléaire iranienne. Dans la province de Kerman, 112 projets de développement ont été supervisés par le bureau de Farah Pahlavi.

### Visites d'État
En règle générale, Farah Pahlavi accompagnait le Shah lors de visites d'État, de même qu'elle était habituellement présente lors des visites des invités de l'État en Iran. De par le temps où elle fut consort iranienne, et la position de l'Iran et cette époque, Farah fut présente lors de la plupart des nombreuses réceptions et visites d'État que son mari assura pendant son règne. 

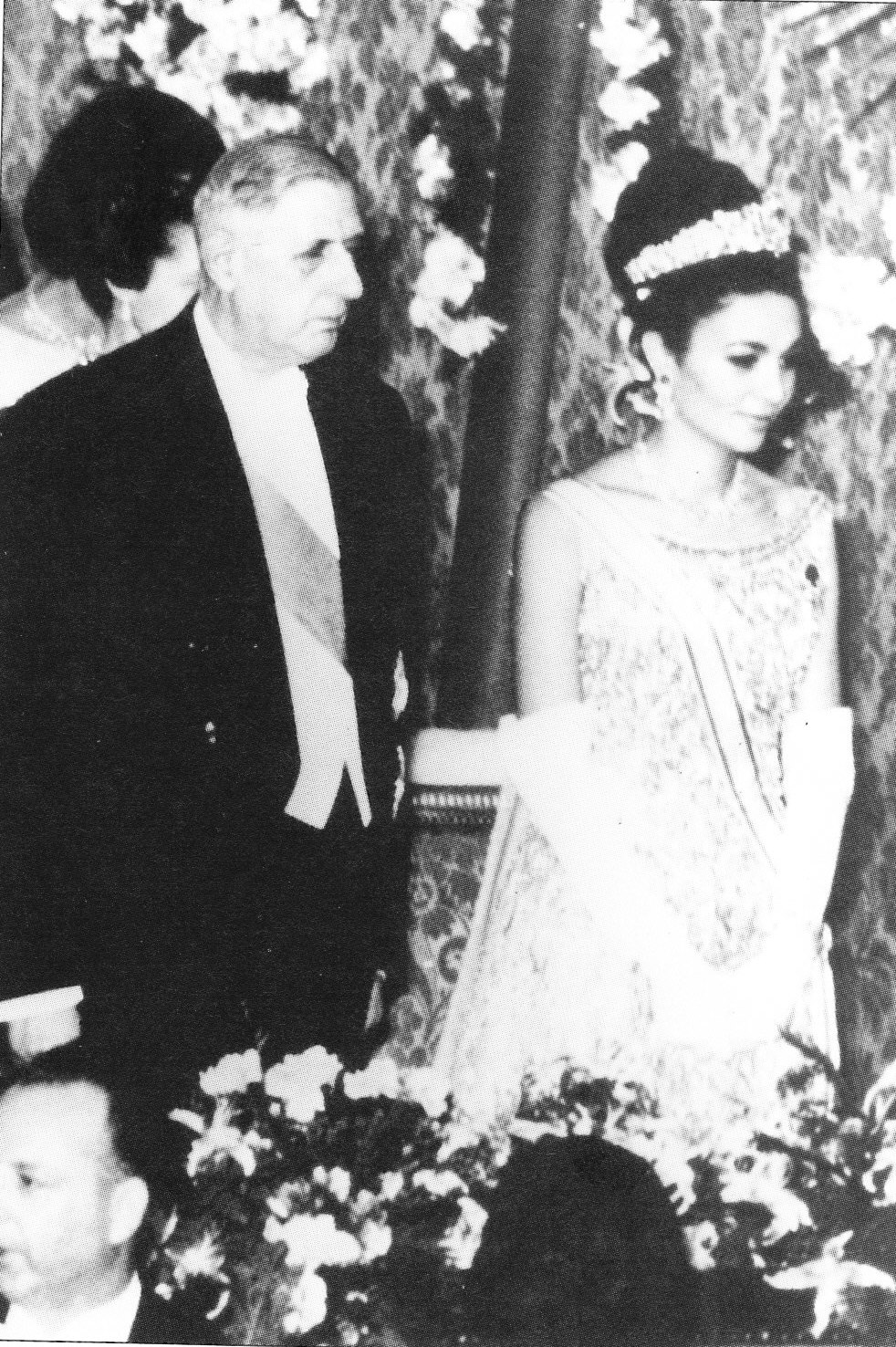
L'impératrice Farah avec le président français Charles de Gaulle, en 1961.

En février 1960, Mohammad Reza Pahlavi et Farah Pahlavi arrivent au Pakistan pour une visite officielle avec Ayub Khan. Du 2 au 6 mars 1961, la reine du Royaume-Uni Élisabeth II et son époux le prince Philip effectuent une visite officielle en Iran. Accueillis par le couple Pahlavi, ils visitent bien sûr Téhéran mais aussi Chiraz et Ispahan. Le 4 novembre de la même année, le Premier ministre israélien David Ben-Gourion se rend en Iran. 

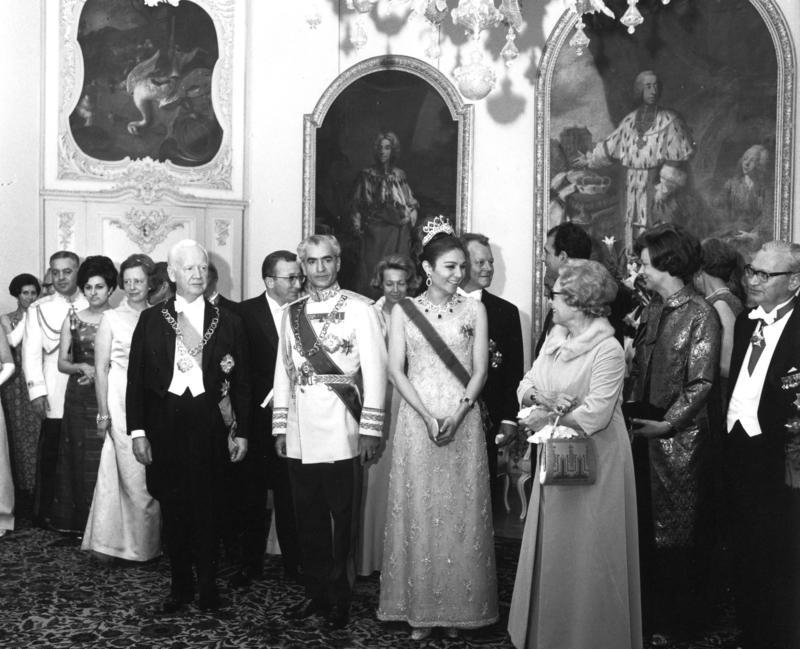
Le couple impérial entouré du président Heinrich Lübke et de son épouse lors de leur visite d'état en RFA en 1967.

En 1961, le Shah et Farah Pahlavi visitèrent la Suède de Gustave VI Adolphe en mai et la France du président Charles de Gaulle en octobre. À cette occasion, Farah inaugura avec André Malraux à Paris une exposition sur 7 000 ans d'art iranien et posa les bases d'une résidence d'étudiants iraniens à Paris. Sympathisant avec le ministre français de la Culture, la reine et ce dernier mirent en place un échange d'artefacts culturels entre galeries d'art et musées français et iraniens, une communication animée qui se poursuivit jusqu'à la révolution islamique de 1979. Grands francophiles (Farah avait fait ses études en France et le Chah en Suisse, ayant aussi rencontré le général de Gaulle lors de la Seconde Guerre mondiale), Farah et le Chah parlaient généralement français avec leurs enfants plutôt que farsi. En 1962, le Shah et Farah effectuèrent une visite d'État aux États-Unis auprès du président John F. Kennedy. Le général de Gaulle effectue une notable visite d'État en Iran en 1963.
Le 25 septembre 1964, l’empereur d’Éthiopie Hailé Sélassié est accueilli pour une visite officielle par le chah et la chahbanou à Téhéran. Le 26 novembre de la même année, le roi Baudouin et la reine Fabiola de Belgique commencent leur visite officielle à Téhéran et sont accueillis par le couple royal.

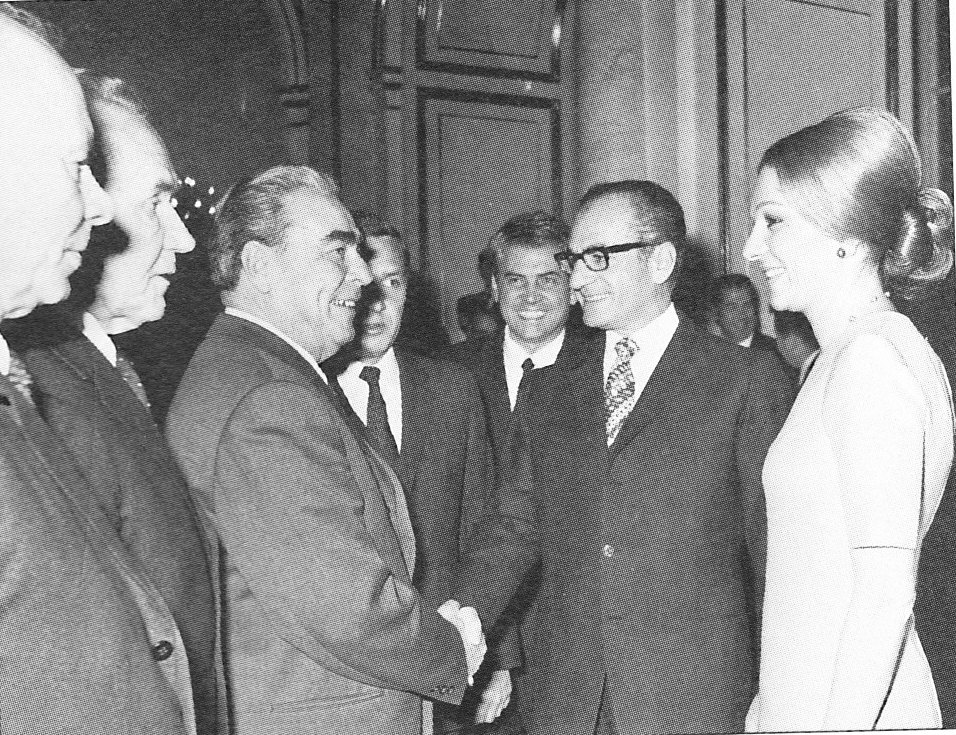
Les Pahlavi rencontrant Brejnev à Moscou en 1970.

À la mi-mai 1965, le Shah et Farah firent un voyage en Amérique du Sud, qui commença par une visite d'État au Brésil et se poursuivit avec la visite de plusieurs États d'Amérique latine. Au cours du voyage de retour, en passant par le Canada, le Shah et Farah rendirent une nouvelle visite au général de Gaulle à Paris à la fin du mois de mai. En mai 1966, le couple impérial voyage en Tchécoslovaquie, et le 19 juin 1966 le Premier ministre d’Israël Levi Eskhol visite l'Iran.
En 1967 se déroula une visite officielle du couple impérial en République fédérale d'Allemagne très agitée. Avant cette visite d'État, la journaliste Ulrike Meinhof, plus tard devenu terroriste, avait mis l'accent sur la misère en Iran dans une lettre ouverte à Farah Diba. À côté de cette lettre, Meinhof dans un article dans le magazine New Revue, mit en valeur le fait que Farah Pahlavi avait tendu à rendre l'Iran plus agréable. Lors des manifestations organisées au cours de la visite d'État, le 2 juin 1967, de violents affrontements éclatèrent entre les manifestants, les forces de sécurité iraniennes et la police allemande à Berlin-Ouest, où l'étudiant Benno Ohnesorg fut abattu par les agents de sécurité et l'agent de la Stasi Karl-Heinz Kurras. Le 7 juillet 1967, le Shah et son épouse accomplirent une visite d'État à Ankara en Turquie.

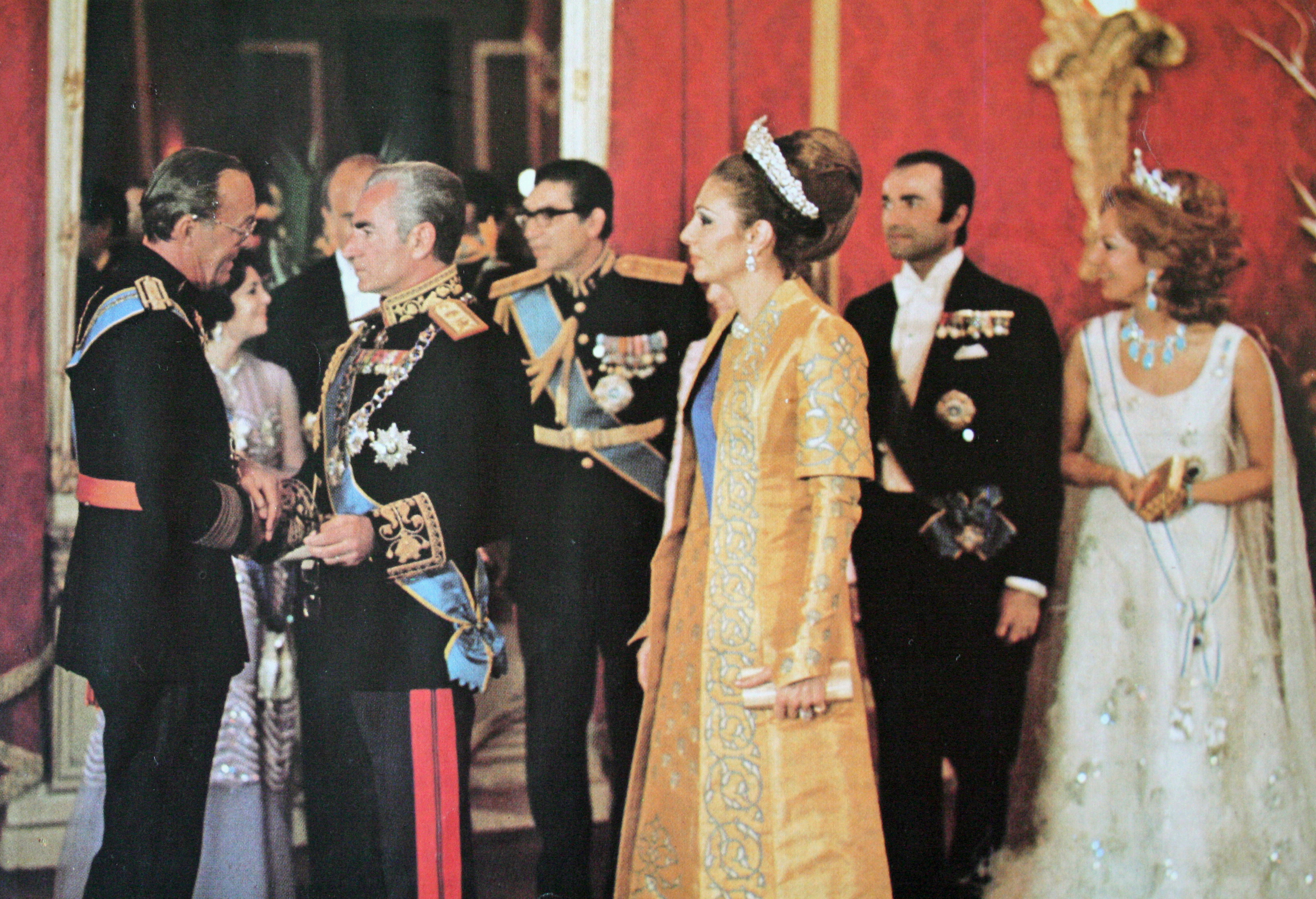
Le chah et la chahbanou aux fêtes de Persépolis en 1971.

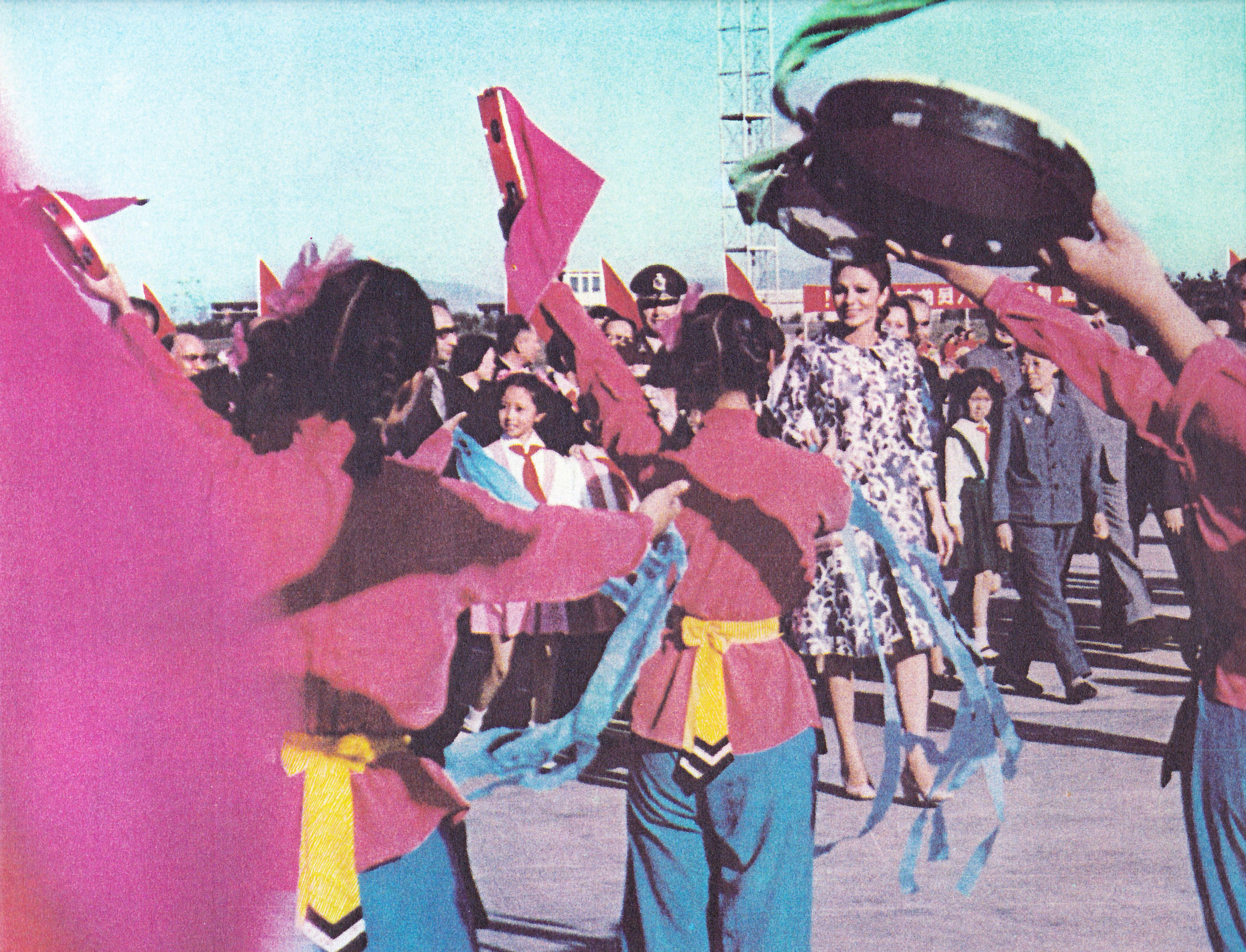
La shahbanou lors de sa visite officielle en Chine en 1972.

En 1968, le Shah et Farah Pahlavi furent de nouveau reçus par le président Charles de Gaulle en France. En février, l'impératrice effectue un nouveau déplacement en France afin d'assister aux cérémonies d'ouverture des jeux olympiques d'hiver de Grenoble dans le stade olympique de la ville, et le même mois elle accueille avec son époux le 8 février en Iran le secrétaire général des Nations unies U Thant. Du 24 septembre au 5 octobre 1968, le Shah et Farah Pahlavi effectuèrent une visite d'État en Union soviétique. Avant leur voyage en Union soviétique, ils avaient rencontré le président américain Lyndon B. Johnson à Washington.

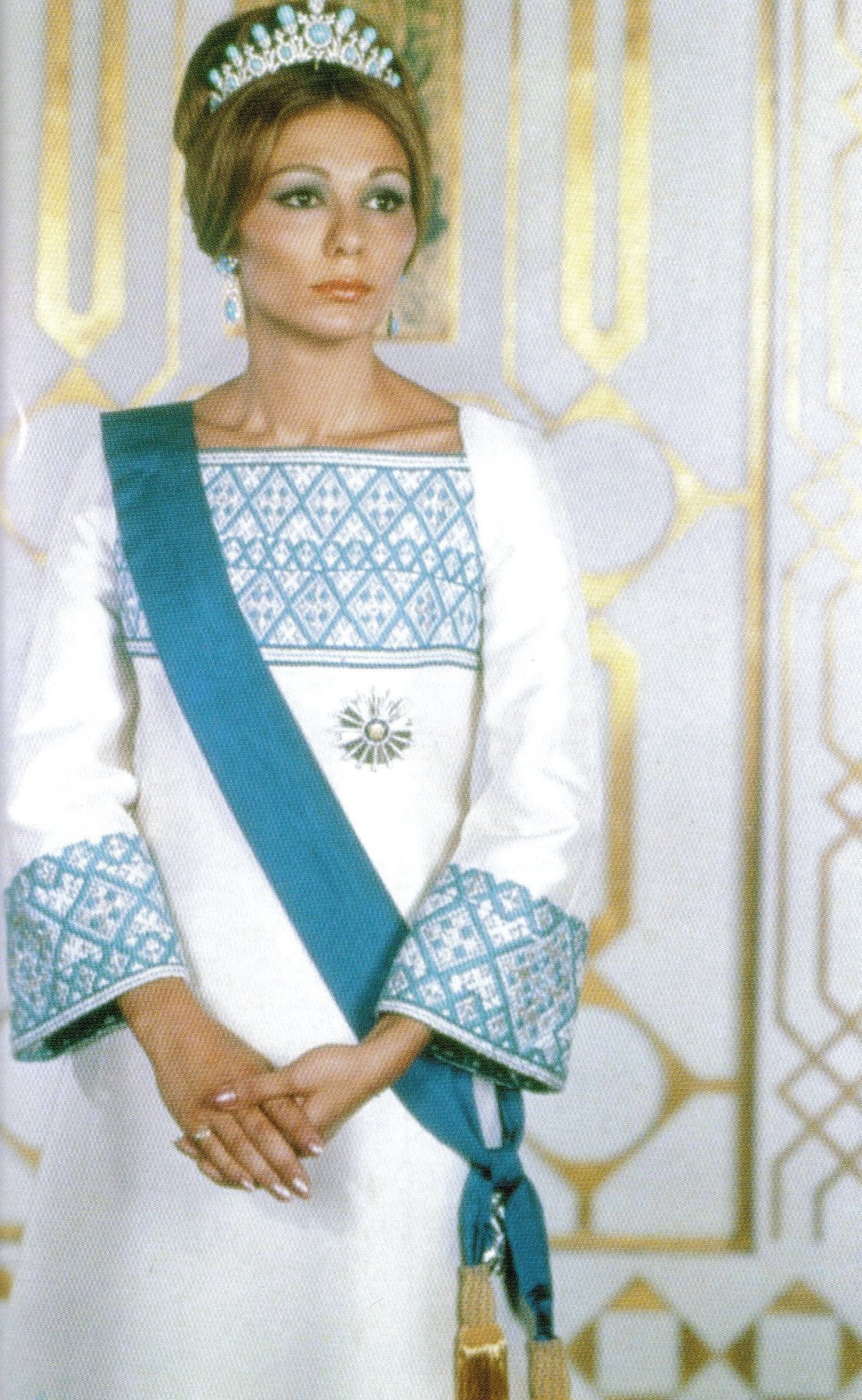
L’impératrice Farah le 30 mai 1972, lors de la visite du président américain Richard Nixon en Iran.

Le 25 avril 1969, Farah Pahlavi et André Malraux inaugurèrent l'Iran House, un institut culturel iranien, à l'avenue des Champs-Élysées à Paris. L'Iran House est toujours ouverte aujourd'hui et abrite également un restaurant iranien.

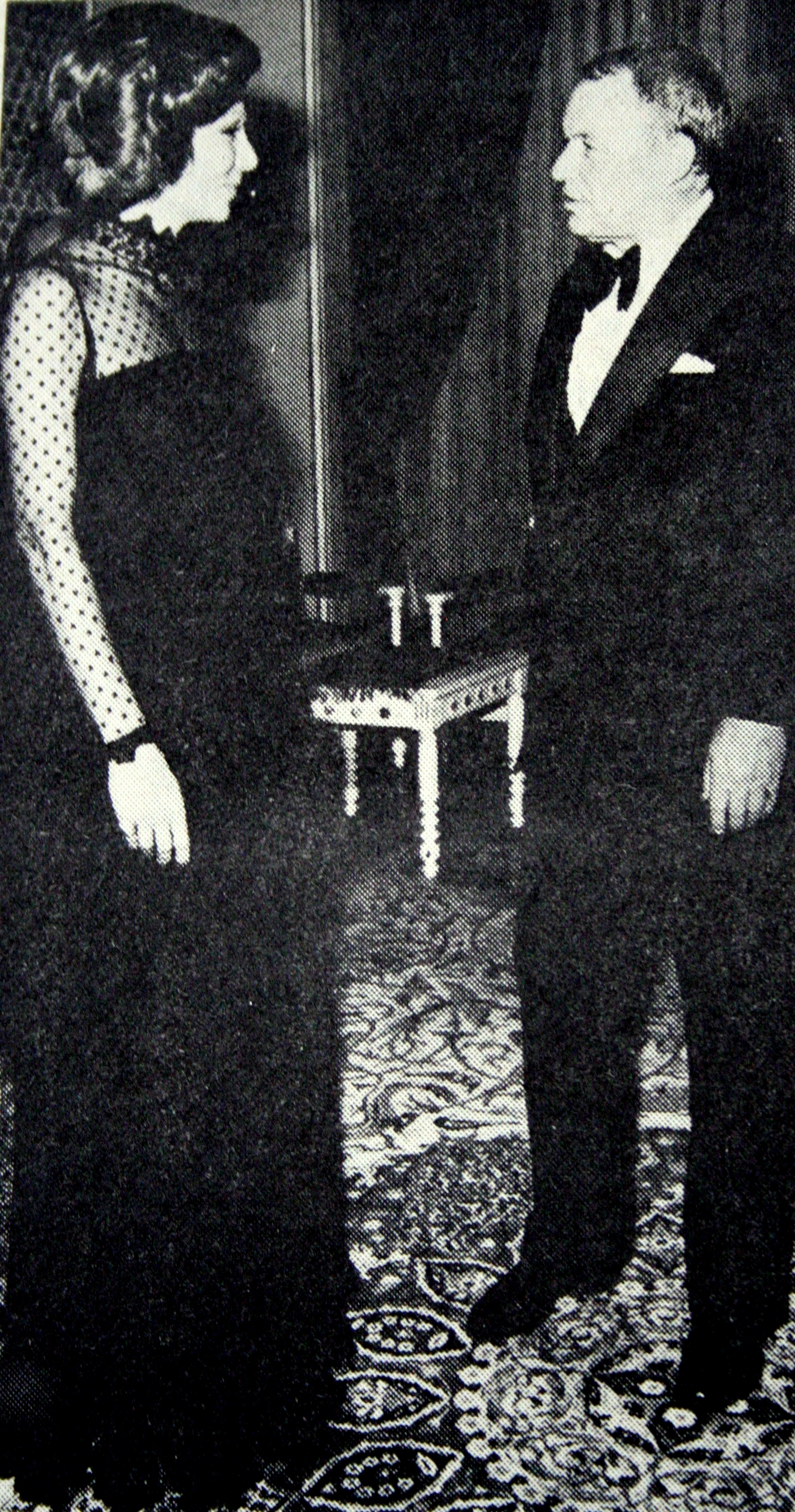
Farah Diba et Frank Sinatra à Téhéran en 1975.

En juillet 1970, le Shah et Farah Pahlavi visitèrent plusieurs États européens, dont la France, la Finlande, la Roumanie, les Pays-Bas et la Belgique. En 1971 le souverain et son épouse réalisèrent une visite au Canada. Le 28 juin 1971, Farah Pahlavi fut reçue par le président français Georges Pompidou à Paris. Le 28 octobre 1970, le Shah et la Shahbanou se rendirent en URSS pour rencontrer Léonid Ilitch Brejnev, secrétaire général du Parti communiste de l'Union soviétique. De la visite résulta un accord pour construire un gazoduc entre l'Iran et l'Union soviétique, afin d'approvisionner les républiques du sud de l'Union soviétique en gaz iranien. Le 25 novembre 1970, le pape Paul VI, en pleine tournée asiatique, fait escale en Iran et est accueilli par le chah ; la monarchie perse entretenait des relations diplomatiques avec le Saint-Siège depuis le XVIIIe siècle, chose rare dans un pays musulman.
Du 12 au 16 octobre 1971, le couple Pahlavi accueille les cortèges des représentants de 60 pays effectifs et de jure pour les célébrations du 2 500e anniversaire de la fondation de l’empire perse. Le 30 mai 1972 a lieu la visite officielle du président des États-Unis Richard Nixon et de Pat Nixon en empire d’Iran, accueillis par le chah et la chahbanou. Le 5 mars, le couple royal avait accueilli le chancelier d’Allemagne de l’ouest Willy Brandt.
Le 17 septembre 1972, le Premier ministre Amir Abbas Hoveida et la Shahbanou Farah Pahlavi rencontrèrent Zhou Enlai en Chine, après la visite du président Richard Nixon en Chine en février de la même année. En juillet 1973, Mohammad Reza et Farah Pahlavi rencontrèrent le président Nixon aux États-Unis. En 1974, le Shah et Farah Pahlavi visitèrent Singapour, l'Australie et la Nouvelle-Zélande lors de leur premier voyage officiel à l'étranger en Asie du Sud-Est. La même année, ils effectuèrent une visite d'État au président Valéry Giscard d'Estaing en France. Lors de cette visite, un accord fut conclu sur la coopération dans les utilisations pacifiques de l'énergie nucléaire.
Le 8 février 1975, le président égyptien Anouar el-Sadate accueille le chah et la chahbanou au Caire pour leur visite officielle en Égypte. Le Premier ministre israélien Yitzhak Rabin se rend en Iran le 16 août 1975 et le 16 juillet de l’année suivante.
En 1976, la chahbanou Farah Pahlavi seule se rendit au Sénégal. Là, elle jeta les bases de la construction d'une raffinerie construite avec le soutien de l'Iran. Du 14 au 18 novembre 1977, Farah Pahlavi accompagna le Shah aux États-Unis pour une rencontre avec le président Jimmy Carter lors de son dernier voyage officiel à l'étranger. Bien qu'elle se soit assez mal passée, de par les heurts des manifestants anti-Pahlavi avec les forces de l'ordre lors des déplacements du chah, Jimmy Carter répondit à cette visite et le 31 décembre 1977, il passa le réveillon à Téhéran, y prononçant son célèbre discours dans lequel il qualifiait l'Iran d' « îlot de stabilité ». Ce même jour, le chah reçut le roi de Jordanie Hussein et son épouse, amis intimes du couple Pahlavi.
Malgré la révolution iranienne, le chah et son épouse accueillent pour leurs dernières visites officielles les Premiers ministres israélien et chinois Menahem Beguin et Hua Guofeng le 22 février et le 28 août 1978.

### Révolution et chute du Chah

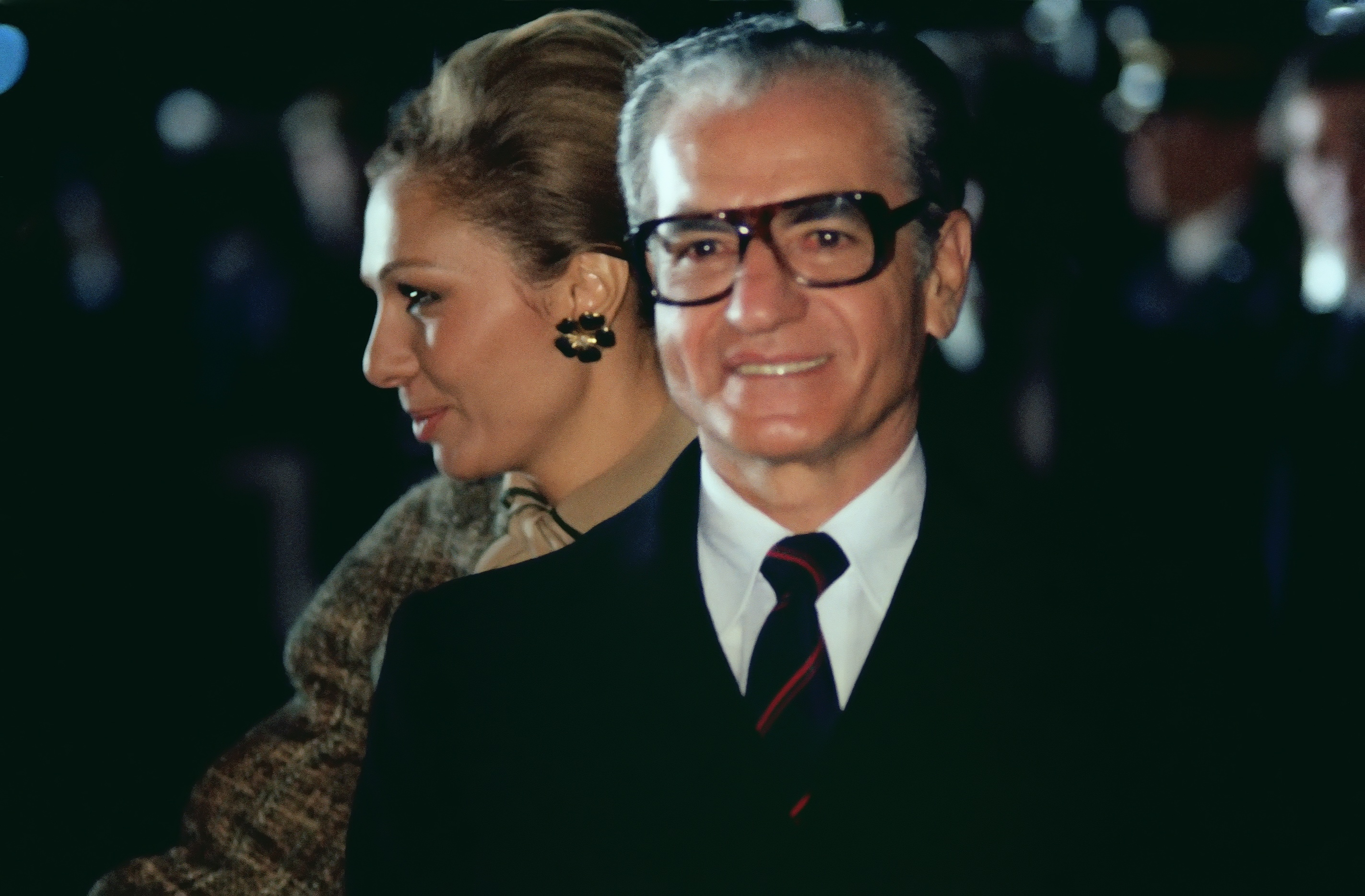
Farah et Mohammad Reza Pahlavi en 1977.

L'année 1978 devait mener à un tournant dans l'affrontement politique du chah avec les opposants. Dès 1977, Mohammad Reza Pahlavi avait amorcé une politique de relative libéralisation appelée « ouverture de l'espace politique ».
Début 1978, plusieurs manifestations éclatent après la parution d'un article injurieux diligenté par le régime envers le principal opposant au régime, l'ayatollah Rouhollah Khomeyni. De nombreux heurts ont lieu entre les manifestants et les forces de l'ordre. Après la mort d'un manifestant, les manifestations attirent de plus en plus de monde tout au long de l'année. C'est toutefois en août que la situation s'embrase réellement : le 19 août 1978, 28 incendies de nature criminelle embrasent les cinémas du pays, que Khomeyni avait dénoncés comme des "centres de prostitution". L'incendie criminel du cinéma Rex a Abadan fait plus de 400 morts. La chahbanou Farah Pahlavi veut s'y rendre immédiatement pour soutenir les familles des victimes et exprimer ses condoléances, mais le Premier ministre Jamshid Amouzegar juge alors qu'il serait préférable d'attendre les résultats de l'enquête avant de faire quoi que ce soit, la responsabilité des islamistes n'étant pas encore clairement établie — ce qui fut vite le cas. Khomeyni, comme Mehdī Bāzargān et Karim Sandjabi, les principaux cadres du Front national, accusèrent le gouvernement d'être responsable de l’incendie et de vouloir discréditer l'opposition. De nouvelles manifestations d'une plus grande ampleur éclatèrent. En Allemagne, en Belgique, au Danemark et aux Pays-Bas, des étudiants iraniens occupèrent des ambassades iraniennes.
Le 27 août 1978, Amouzegar démissionne. Lors du choix d'un nouveau Premier ministre, Farah Pahlavi conseille au Shah de nommer Houchang Nahavandi, économiste et ancien recteur de l'Université de Téhéran. Il choisit cependant Jafar Sharif-Emami. Le changement de gouvernement n'amène pas l'apaisement de la situation politique espérée par le Shah. Le vendredi 8 septembre 1978 (17 Shahrivar 1357), le conflit politique entre le gouvernement et l'opposition s'aggrave tragiquement, alors que le Vendredi Noir devrait entrer dans l'histoire de l'Iran. Sur la place Jaleh au centre-ville de Téhéran, des soldats cherchent à disperser la foule en tirant des coups de sommation en l'air. Dans la procession des manifestants, des agitateurs armés et entraînés en Libye et en Palestine entraîne un affrontement armé, créant un mouvement de panique parmi le cortège ignorant d'où partaient les coups de feu. À la suite des combats de la place Jaleh, on recensa 64 manifestants et 70 policiers et soldats tués.

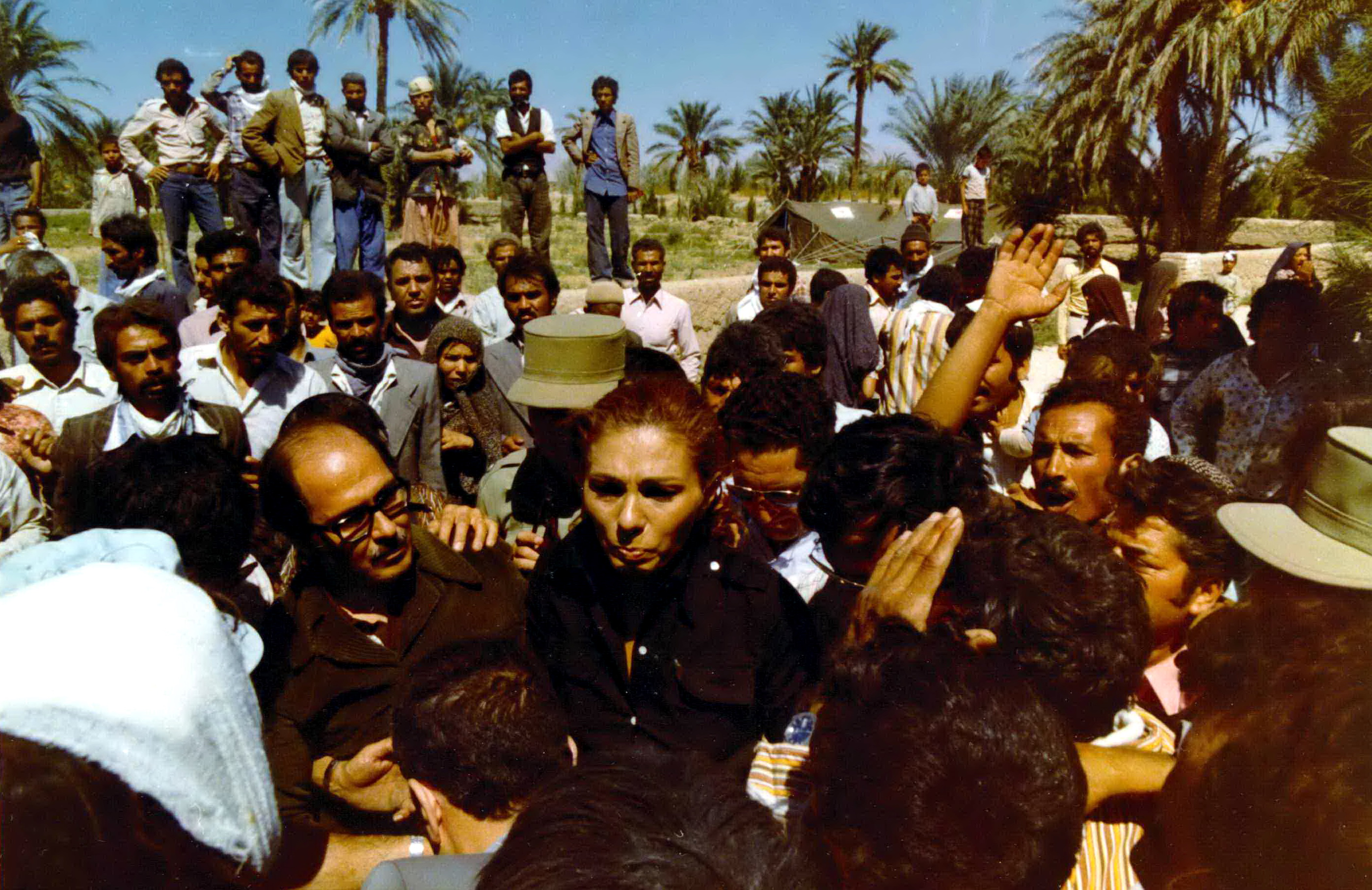
Farah Palavi en visite à Tabas après le tremblement de terre.

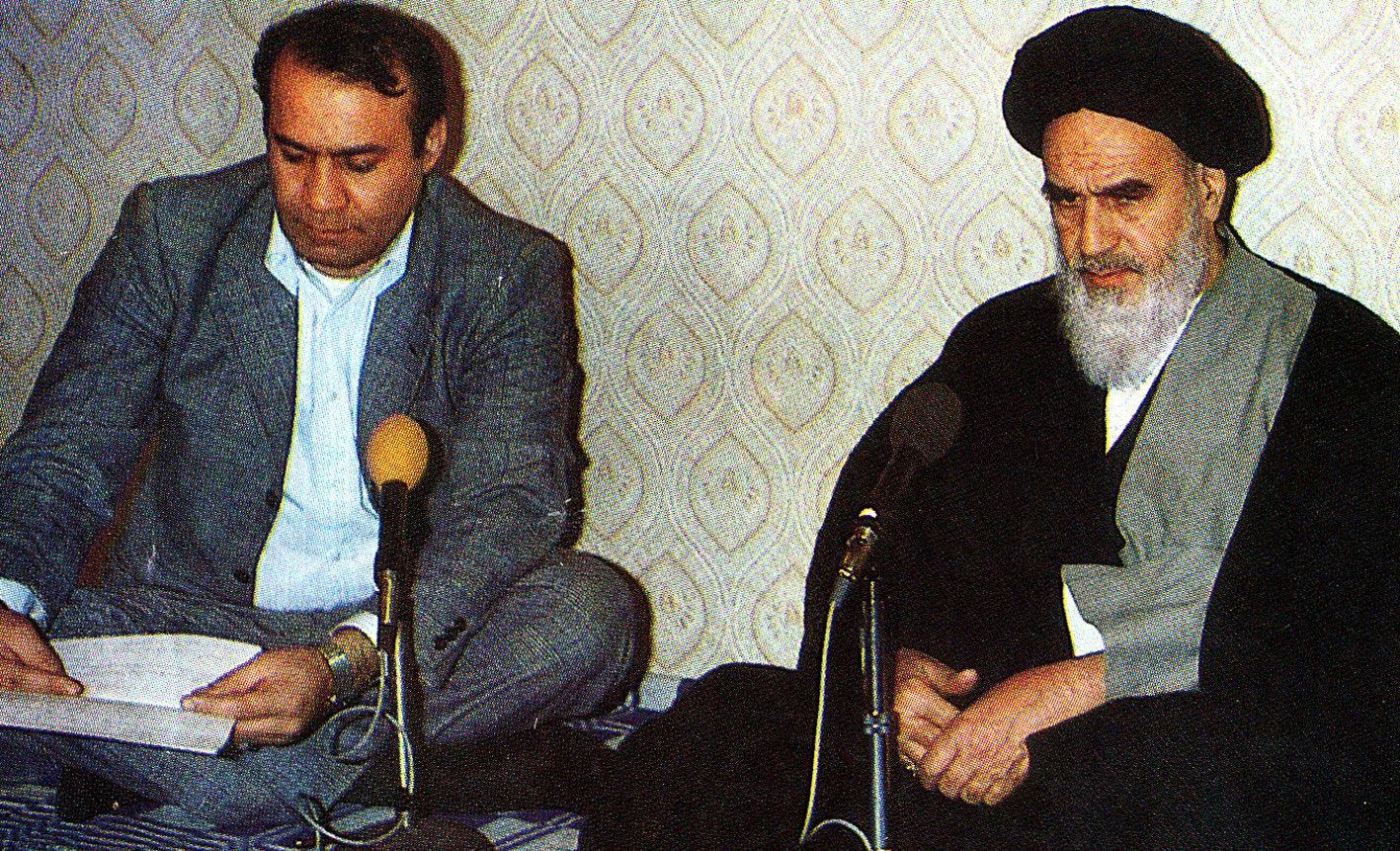
Sadegh Ghotbzadeh, assistant de Rouhollah Khomeyni.

Les événements politiques dramatiques du Vendredi Noir furent vite éclipsés par une catastrophe naturelle, un séisme de magnitude 7,9, qui détruisit presque complètement la ville oasis de Tabas au milieu de l'Iran. Plus de 20 000 personnes furent tuées. Farah Pahlavi se rendit à Tabas, où elle fut confrontée à une population en colère, réceptive à la rumeur selon laquelle l'armée américaine avait mené avec l'autorisation du Shah un test nucléaire souterrain près de Tabas, déclenchant ainsi le tremblement de terre. D'autres y virent la colère de Dieu. Dans la soirée du 5 novembre 1978, Jafar Sharif-Emami démissionna de son poste de Premier ministre.

Après la démission de Sharif-Emami, il fut décidé qu'un gouvernement militaire devrait assurer la paix et l'ordre. Le général Oveyssi était pressenti. Farah Pahlavi était contre la nomination d'Oveyssi, gouverneur militaire de Téhéran lors du massacre de la place Jaleh. Le Shah choisit alors finalement le général Gholam Reza Azhari. Après avoir restauré une apparence de calme, Azhari fit arrêter l'ancien Premier ministre Amir Abbas Hoveyda. Farah Pahlavi était présente à la réunion cruciale au cours de laquelle avait été décidée l'arrestation d'Hoveyda, « mais ne prit pas la parole pour clairement se prononcer contre cette décision ». Avec l'arrestation d'Hoveyda, le gouvernement voulut présenter à l'opposition une volonté de réparer des erreurs passées en envoyant en prison un responsable sans hésitation. Hoveyda n'avait rien à se reprocher et s'attendait à un acquittement ultérieur. Parmi les autres personnes arrêtées se trouvaient Manouchehr Azmoun, ancien ministre sans portefeuille, Dariush Homayoun, ancien ministre de l'information et du tourisme, Mansur Ruhani, ancien ministre de l'agriculture, le général Nassiri, ancien chef de la SAVAK, Manouchehr Nikpay, ancien maire de Téhéran, le général Sadri, ancien chef de la police de Téhéran, Abdulazim Valian, ancien gouverneur de Khorassan, Shaychulislam Zadeh, ancien ministre de la santé, Nili Aram, ancien sous-ministre de la santé, et Fereydoun Mahdavi, ancien ministre de l'économie. Khomeyni commenta les arrestations de son exil à Paris :
« Voilà que maintenant, ils agissent de manière différente. Ils arrêtent ceux qui jusqu'à récemment étaient les complices criminels du Shah. Certains d'entre eux l'ont aidé pour tous ses crimes pendant douze ou treize ans. Ils arrêtent les complices pour protéger le vrai criminel. »
Le 18 novembre 1978, Farah Pahlavi se rendit en pèlerinage en Irak avec sa fille Farahnaz et son fils Ali-Reza, d'abord à Kerbala puis à Nadjaf pour rencontrer le grand ayatollah Abu al-Qasim al-Khoei, la plus haute autorité du chiisme duodécimain. Celui-ci donna à Farah Pahlavi un anneau de prières gravées pour le Shah et lui dit « qu'il prierait pour son succès au service de l'Islam et de l'Iran ».
Mais la révolution islamique semblait irréversible. L'opposant principal, l'ayatollah Khomeyni, expulsé vers l'Irak en 1964, s'installe le 6 octobre 1978 à Neauphle-le-Château, près de Paris. Là, il s'entoure de membres du clergé, mais aussi de l'opposition intellectuelle de gauche et de groupes marxistes-léninistes et maoïstes, dont le but commun était le renversement du Shah.

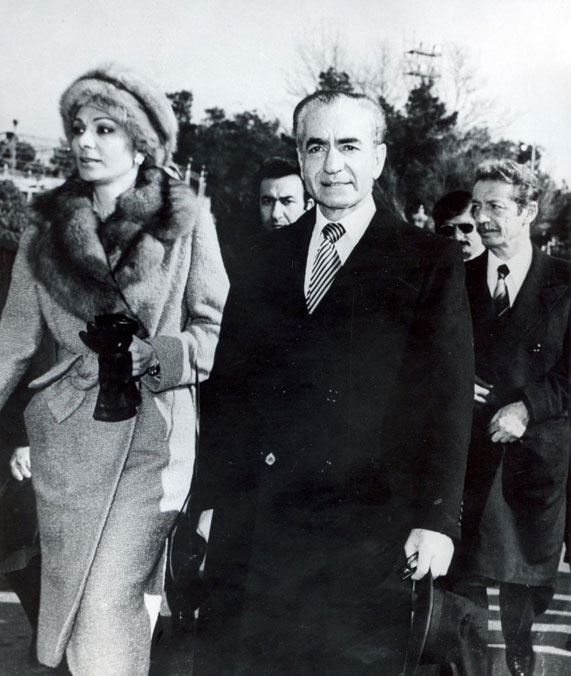
Le chah et la chahbanou quittent l'Iran par l'aéroport de Mehrabad, le 16 janvier 1979. Derrière eux, Chapour Bakhtiar.

Fin décembre, Azhari démissionne de son poste de Premier ministre après avoir été victime d'une crise cardiaque. Le 28 décembre 1978, Mohammad Reza Shah confie à Chapour Bakhtiar la mission de former un nouveau gouvernement. On prête un grand rôle à la chahbanou dans cette nomination, grandement symbolique du fait que Bakhtiar était membre du Front National, l'ancien parti politique de Mohammad Mossadegh, et considéré par un bon nombre d'opposants comme un ennemi déclaré du pouvoir depuis le renversement de Mossadegh en 1953. Mais au lieu de prendre part à la nouvelle gouvernance, la direction du Front national expulsa le Premier ministre Shahpour Bakhtiar du conseil d'administration et du parti, qui le considérait désormais comme un traître parce qu'il travaillait avec Mohammad Reza Shah. En réalité, les cadres du parti avaient déjà convenu avec Khomeyni qu'ils soutiendraient seulement un gouvernement qu'il dirigerait, une décision qu'ils regrettèrent amèrement par la suite.
Du 4 au 7 janvier 1979, la Conférence de Guadeloupe se tient à l'invitation du président français Valéry Giscard d'Estaing, réunissant en plus de ce dernier le président américain Jimmy Carter, le Premier ministre britannique James Callaghan et le chancelier fédéral d'Allemagne Helmut Schmidt de la République fédérale d'Allemagne. Il y fut décidé que l'Occident ne soutiendrait plus le chah mais que le dialogue devait désormais être recherché avec son opposant politique, l'ayatollah Ruhollah Khomeyni.
Face aux grandes manifestations contre le chah, manœuvrées par les commerçants du bazar et les islamistes de l'ayatollah Khomeyni, qui ne désemplissent pas, Bakhtiar convainc le chah de quitter l'Iran pour apaiser la situation ; il remet en réalité sur le tapis une question qui agite déjà le monarque depuis longtemps, la majeure partie de la famille impériale ayant déjà quitté l'Iran depuis plusieurs mois. Le prince héritier, Reza, est depuis plusieurs mois aux États-Unis en train de suivre une formation de pilote, et son frère et ses sœurs quittent le pays début janvier 1979. Secrètement malade depuis des années, le chah se décide à quitter le pays, mais Farah se propose de rester en tant que régente ou au moins symbole, idée qu'elle avait déjà avancée auparavant ; comme pour les fois précédentes, le souverain refuse. À midi, le 16 janvier 1979, le chah Mohammad Reza Pahlavi et la chahbanou Farah Pahlavi quittent le pays via l'aéroport de Téhéran et n'y reviendront plus. L'ayatollah Khomeyni revint d'exil français en Iran le 1er février 1979.

### Exil

#### Égypte
Le Shah avait prévu d'aller aux États-Unis après avoir rendu visite au président Sadate en Égypte. Aux États-Unis, il voulait expliquer au président Carter, au Congrès et au peuple américain, "quelle grave erreur politique ils commettaient en Iran ". Le président Sadate accueillit le Shah en tant qu'invité d'État et l'invita à rester en Égypte : « L'Égypte est plus proche de l'Iran. C'est un pays islamique. De là, beaucoup de choses peuvent être faites. Dirigez votre action depuis l'Égypte pour lancer un puissant mouvement de résistance contre Khomeini ».
Le 18 janvier 1979, le président Carter déclara que la guerre du Vietnam avait enseigné aux États-Unis de ne pas s'ingérer dans les affaires intérieures d'un pays. À son retour en Iran, Khomeini déclara le gouvernement Bakhtiar illégal, le Parlement et le Sénat tout aussi illégaux, et nomma Mehdi Bazargan Premier ministre de transition.
Les enfants du Shah étaient déjà en Amérique. Reza Cyrus finissait sa formation comme pilote aux États-Unis, Farahnaz étudiait là-bas et Leila et Ali Reza furent amenés de Téhéran par un transporteur militaire à la base aérienne de Lubbock près de San Antonio, au Texas. Le Shah voulait aussi se rendre aux États-Unis, mais cette fois le roi Hassan II le persuada de venir au Maroc.

#### Maroc

Portraits de la chahbanou défigurée brandis par des manifestants.

Le 22 janvier 1979, le Shah et la Shahbanou Farah Pahlavi quittèrent le Caire pour Marrakech. Le 11 février 1979, la capitale tombe aux mains des islamistes ; Bakhtiar s'enfuit et l'empire d'Iran cesse d'exister. Comme de nombreux officiels ou anciens officiels du désormais ancien régime, l'impératrice est officiellement déposée et déchue, puis est ensuite jugée par contumace, reconnue coupable de corruption sur Terre[réf. souhaitée] et condamnée à mort par un tribunal révolutionnaire (condamnation annoncée à l'opinion publique le 13 mai 1979). Le Shah ordonne aux pilotes de son avion Shahin, avec lequel il avait quitté l'Iran, de ramener l'engin « au peuple iranien » et donc à Téhéran.
Le 22 février 1979, le Shah se tourna vers Richard Parker, l'ambassadeur américain au Maroc, pour l'informer qu'il prévoyait maintenant de se rendre aux États-Unis la semaine suivante pour y rester de façon définitive. Le gouvernement américain envoya alors un responsable de la sécurité au Shah, qui l'informa qu'il réitérait l'invitation lancée par le président Carter aux États-Unis, mais qu'il ne pouvait pas garantir sa sécurité et qu'il devrait prendre en compte l'action légale des nouveaux dirigeants en Iran ou les décisions du Congrès le considérant s'il était une personne privée aux États-Unis. De par le climat d'hostilité qui se développa autour du shah déchu dans les pays musulmans y compris le Maroc, ce dernier commençant à devenir très officieusement persona non grata, même auprès du roi Hassan qui craignait des répercussions ; le Shah, commençant à le percevoir, contacta un certain nombre d'autres gouvernements, mais en vain.
Pour le nouvel an persan, le 21 mars, les enfants rejoignirent leurs parents au Maroc. La sœur jumelle du Shah, la princesse Ashraf, et Ardeshir Zahedi, l'ex-ambassadeur iranien aux États-Unis, voyagèrent également beaucoup pour trouver une terre d'asile à l'ancien souverain. Après la décision finale du président Carter, le 17 mars, de refuser l'entrée des États-Unis à l'ancien Shah, David Rockefeller et Henry Kissinger acceptèrent d'agir comme lien entre le Shah et le gouvernement américain. Avec leur action, le gouvernement des Bahamas accepta d'accorder à la famille Pahlavi un séjour de trois mois.

#### Bahamas
Le 30 mars 1979, le chah, la chahbanou et leurs trois enfants arrivèrent aux Bahamas avec des gardes de sécurité. La résidence promise par le gouvernement se révéla être une petite villa qui offrait un espace limité pour la compagnie de dix personnes. Les Bahamas se révélèrent être un mauvais choix pour un long séjour et le gouvernement des Bahamas refusa de prolonger le permis de séjour délivré pour trois mois.

#### Mexique
Des Bahamas le couple impérial déchu partit à Cuernavaca au Mexique. Là, la question de la santé du Shah se posa. Depuis plusieurs années, le shah était atteint de la maladie de Waldenström et suivait un traitement depuis environ 1974. Au milieu de l’année 1978 et alors que la révolution s’amplifiait, la maladie avait franchi un nouveau stade. Au Mexique, elle se détériora dramatiquement.

#### États-Unis
Le 22 octobre 1979, le shah et la shahbanou se rendirent, avec le consentement arraché du président Carter, aux États-Unis pour le traitement médical du cancer du Shah. Ils effectuèrent un premier séjour qui était à Fort Lauderdale, en Floride. Mais comme ils ne pouvaient pas montrer de visa, ils ne furent pas autorisés à quitter l'avion. Les douaniers montèrent à bord et confisquèrent de la nourriture. Une fois les formalités de passeport effectuées, le vol les amenant à New York pouvait avoir lieu. Une fois arrivés, le Shah se rendit immédiatement à l'hôpital pour commencer son traitement. L’annonce de l'hospitalisation du Shah déclencha des protestations à Téhéran, et le 4 novembre 1979, l'ambassade américaine fut occupée par des fanatiques et la crise des otages de Téhéran, qui devait durer jusqu’en 1981 commença. Après la démission du Premier ministre Mehdi Bazargan le 7 novembre 1979, le juge révolutionnaire Khalkhali condamna également à mort le shah, alors qu’il était prévu de lui dresser un grand procès public jusque là. Le ministre des Affaires étrangères Sadegh Ghotbzadeh voulait faire extrader le Shah en Iran et chercha à échanger les otages américains contre le Shah.
Le Shah informa le président Carter qu'il allait quitter les États-Unis immédiatement. Cependant, le gouvernement mexicain fit savoir que le Shah n'était plus le bienvenu au Mexique. Le 2 décembre, le Shah et Farah Pahlavi quittèrent l'hôpital de New York et furent emmenés dans un hôpital militaire à la base aérienne de Kelly au Texas. Le Shah fut logé dans une pièce sans fenêtre « pour des raisons de sécurité ». Farah se vit attribuer une chambre avec les poignées de porte retirées. Carter négocia avec le général Omar Torrijos du Panama pour permettre au shah d'être évacué vers le Panama. Torrijos accepta.

#### Panama
Le 15 décembre, le Shah et la Shahbanou Farah Pahlavi arrivent à l'île de Contadora au Panama. Là, la santé du Shah se détériora encore. En outre, une demande d'extradition posée par le gouvernement iranien en vertu de la loi panaméenne rendit rapidement probable l'arrestation du Shah. Tandis que le gouvernement américain négociait la libération des otages, Farah contacta Jihan el-Sadate, épouse du président Sadate, par téléphone. Jihan persuada Farah qu'ils devaient retourner immédiatement en Égypte afin de permettre au shah de continuer à suivre son traitement à l'abri des représailles du régime islamique de Téhéran. Farah accepta et le couple impérial se prépara à rentrer en Égypte, où l'exil avait commencé.

#### Retour en Égypte

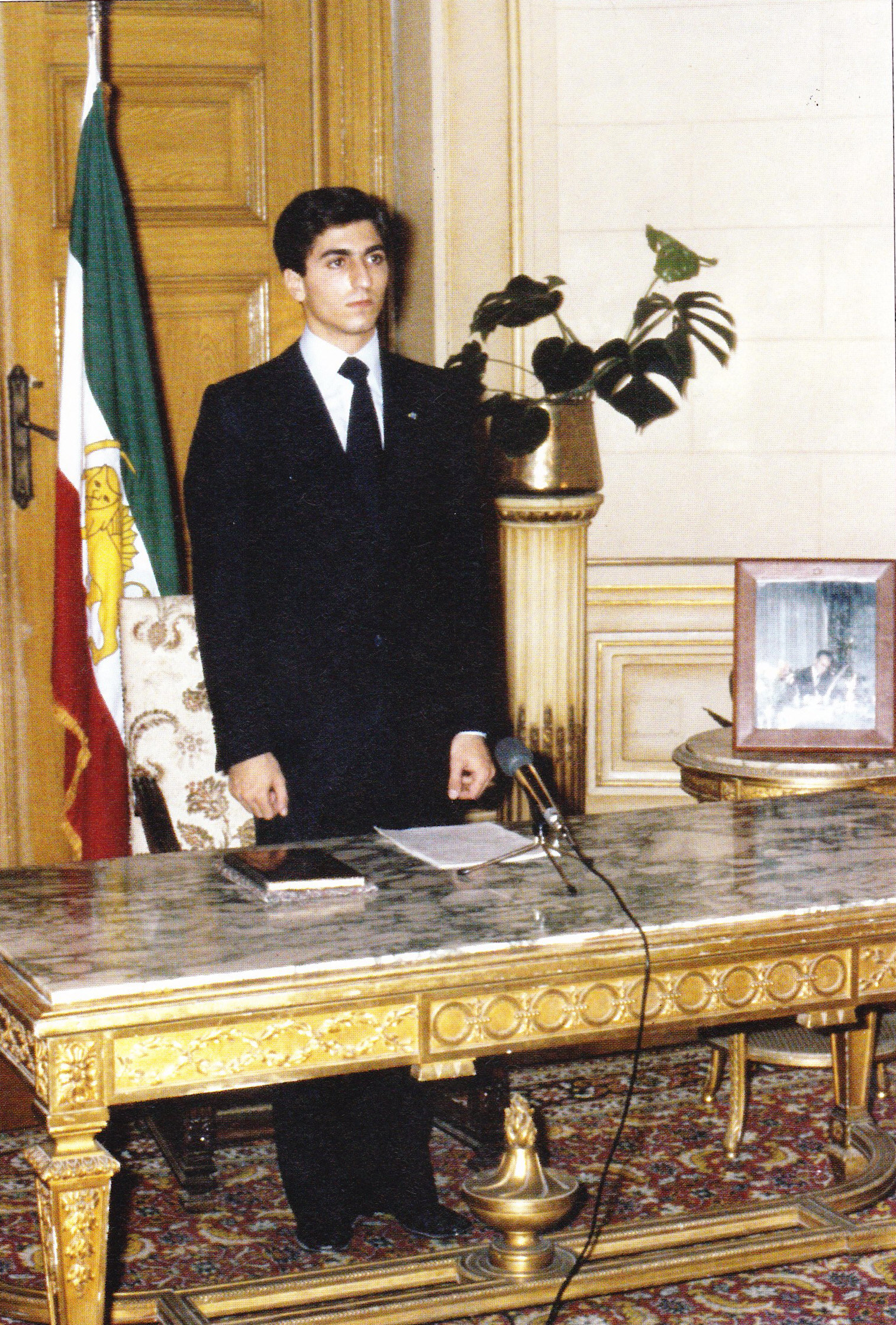
Prestation de serment du prince héritier, 31 10 1980.

Le 23 mars 1980, le Shah et la Shahbanou Farah Pahlavi quittent le Panama par un vol charter en direction de l'Égypte. Dès l'arrivée, le Shah se rend à l'hôpital militaire Maad au Caire. Malgré toutes les interventions et les soins prodigués, il y meurt le 27 juillet 1980 des suites de son cancer. De jure, Farah Pahlavi prend la régence, jusqu'à ce que le prince héritier Reza Cyrus Pahlavi atteigne l'âge de la majorité. Le 31 octobre 1980, le prince héritier, âgé de 20 ans, jure sur le Coran de reprendre les tâches qui avaient été assignées par la précédente constitution iranienne à tous les précédents empereurs perses, y compris son père et son grand-père, Reza Chah Pahlavi. Sadate permet à la famille Pahlavi de vivre au palais Koubbeh du Caire.
Le 6 octobre 1981, le président Sadate est assassiné lors d'une parade militaire. Bien qu'aucune mesure ne soit prise à son égard par le nouveau président Hosni Moubarak, Farah décide de quitter l'Égypte, gardant cependant contact avec la veuve du président assassiné, et s'installe entre la France et les États-Unis. Le président Ronald Reagan l'informa qu'elle était la bienvenue aux États-Unis.
Elle s’installe d’abord à Williamstown (Massachusetts), puis achète une maison à Greenwich (Connecticut). Après la mort de sa fille la princesse Leila Pahlavi en 2001, elle achète une maison plus petite à Potomac (Maryland), près de Washington (district de Columbia) pour être plus près de son fils ainé et de ses petites-filles. Elle vit toujours aujourd’hui entre les États-Unis et Paris.

#### Impératrice douairière en exil
Après la prestation de serment de son fils et le départ d'Égypte, l'exil de l'ex-impératrice ne fut guère plus heureux. Sa mère, Farideh Diba (née Ghotbi), atteinte de la maladie d'Alzheimer, décède en novembre 2000. Un an plus tard, le 10 juin 2001, sa fille cadette la princesse Leila est retrouvée sans vie dans un hôtel londonien, apparemment victime d'une overdose de somnifères. Le 4 janvier 2011, elle perd son second fils, le prince Ali-Reza, qui met fin à ses jours par arme à feu à son domicile de Boston.
Farah Pahlavi publie ses mémoires en octobre 2003 (An Enduring Love: My Life with the Shah (en)), best-seller en Europe qui fait l'objet de la part des médias de critiques aussi bien positives que négatives. Le 17 janvier 2004, la plus jeune fille de son fils Reza Cyrus nait, et est appelée Farah. En 2010, dans l'album Bleu noir, la chanson Leila de Mylène Farmer est dédiée à Farah, après que la chanteuse l'a fait écouter à l'impératrice.
Dans plusieurs interviews télévisées en français et en anglais, Farah Diba s'est exprimée à maintes reprises sur sa période en tant qu'impératrice d'Iran, sur le Shah, sur ses enfants, sur la révolution iranienne et sur sa vie actuelle en exil. Elle n'omet pas non plus ses propres erreurs, manquements et erreurs de jugement.
En 2009, accompagnée de la cinéaste d'origine iranienne Nahid Persson Sarvestani, Farah Pahlavi participa à un projet de film (SVT, Suède, participation allemande SWR) pendant plusieurs semaines et visita avec elle de nombreux endroits, y compris la tombe au cimetière de Passy, où sont enterrées sa mère Farideh et une de ses filles, Leila Pahlavi, ainsi que la tombe de son mari au Caire.
Le film traite principalement des similitudes entre les deux femmes — toutes deux nées en Iran et ayant à la fois tout perdu par les événements politiques trente ans plus tôt, vivant depuis en exil — mais aussi de la forte tension qui aurait pu exister entre elles ; la famille de Nahid Persson Sarvestani ayant combattu du côté des communistes contre le régime du Shah. Après la prise du pouvoir de Khomeyni, son frère Rostam fut pendu dans le cadre de purges. Dans son film, Sarvestani montre comment elle a changé son regard concernant la monarchie, en faveur de Farah Pahlavi, ainsi que l'image qu'elle avait de cette dernière pendant le tournage : « Je peux dire que je suis devenue une sympathisante de Farah, mais je ne serai probablement jamais royaliste. ».

## Activités

Farah Pahlavi et la Dre Parmis Khatibi en 2014.

Installée à Potomac (Maryland), près de Washington, pour être proche de son fils et de ses petits-enfants, Farah vit pour l'essentiel entre les États-Unis, l'Égypte et Paris. Engagée dans le programme d'éducation des enfants de l'UNESCO Children in Need, elle s'est rendue en Allemagne en novembre 2001 et en juillet 2002 dans le cadre de ses activités. Elle effectue également un pèlerinage annuel en juillet au mausolée du défunt Shah à la mosquée al-Rifa'i du Caire.
Farah soutient des œuvres caritatives et participe par exemple chaque année au gala Alzheimer IFRAD (International Fund Raising for Alzheimer Disease) qui a eu lieu à Paris.
Farah Pahlavi continue d'apparaître lors de certains événements royaux, comme les mariages des princes Frederik de Danemark en 2004, Felipe d'Espagne en 2004, Nikolaos de Grèce en 2010, Albert II de Monaco en 2011 et Leka d'Albanie en 2016, ainsi qu'aux obsèques du Comte de Paris Henri d'Orléans (1933-2019) ou à celles de Jacques Chirac en 2019.

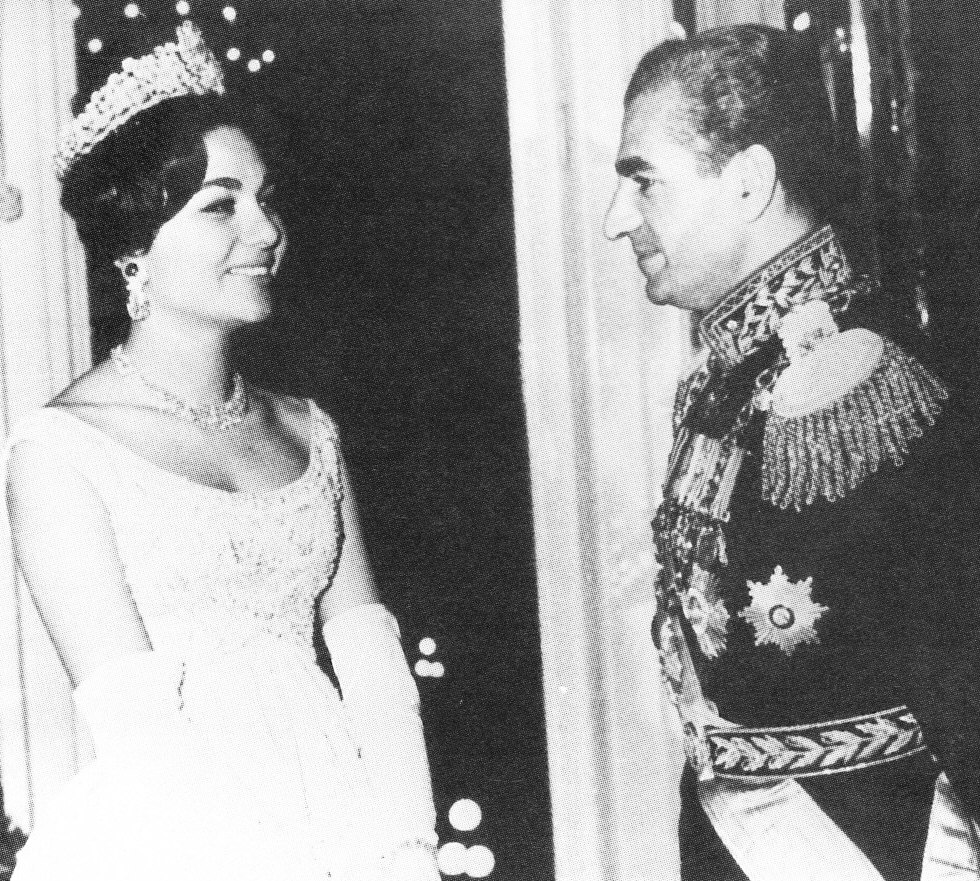
Farah Diba et le shah lors de leur mariage.

## Descendance

### Enfants
Le shah et Farah ont eu quatre enfants, portant le prédicat d'altesse impériale :
- le prince Reza Pahlavi, né le 31 octobre 1960, prince impérial ;
- la princesse Farahnaz Pahlavi, née le 12 mars 1963[72] ;
- le prince Ali-Reza Pahlavi, né le 28 avril 1966[73], héritier présomptif de son frère, mort par suicide le 4 janvier 2011 aux États-Unis ;
- la princesse Leila Pahlavi, née le 27 mars 1970, morte le 10 juin 2001 à Londres d'une surdose de somnifères. Elle est inhumée à Paris, au cimetière de Passy, avec sa grand-mère Farideh Diba.

### Petits-enfants
Farah Pahlavi a trois petites-filles par son fils Reza Pahlavi et l'épouse de ce dernier Yasmine :
- Noor Pahlavi (née le 3 avril 1992) ;
- Iman Pahlavi (née le 12 septembre 1993) ;
- Farah Pahlavi (née le 17 janvier 2004).

Farah Pahlavi a aussi une petite-fille de son fils Ali Reza Pahlavi et sa compagne Raha Didevar, enceinte au moment du suicide de ce dernier :
- Iryana Leila Pahlavi (née le 26 juillet 2011).

## Galerie

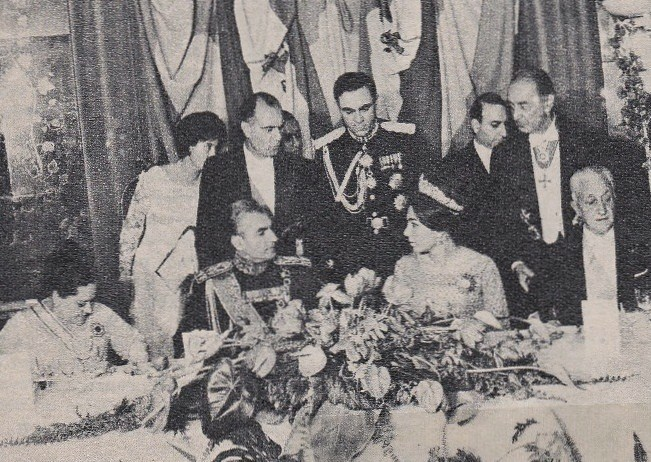
Le shah et la shahbanou reçus par Arturo Illia et son épouse en Argentine au milieu des années 1960.
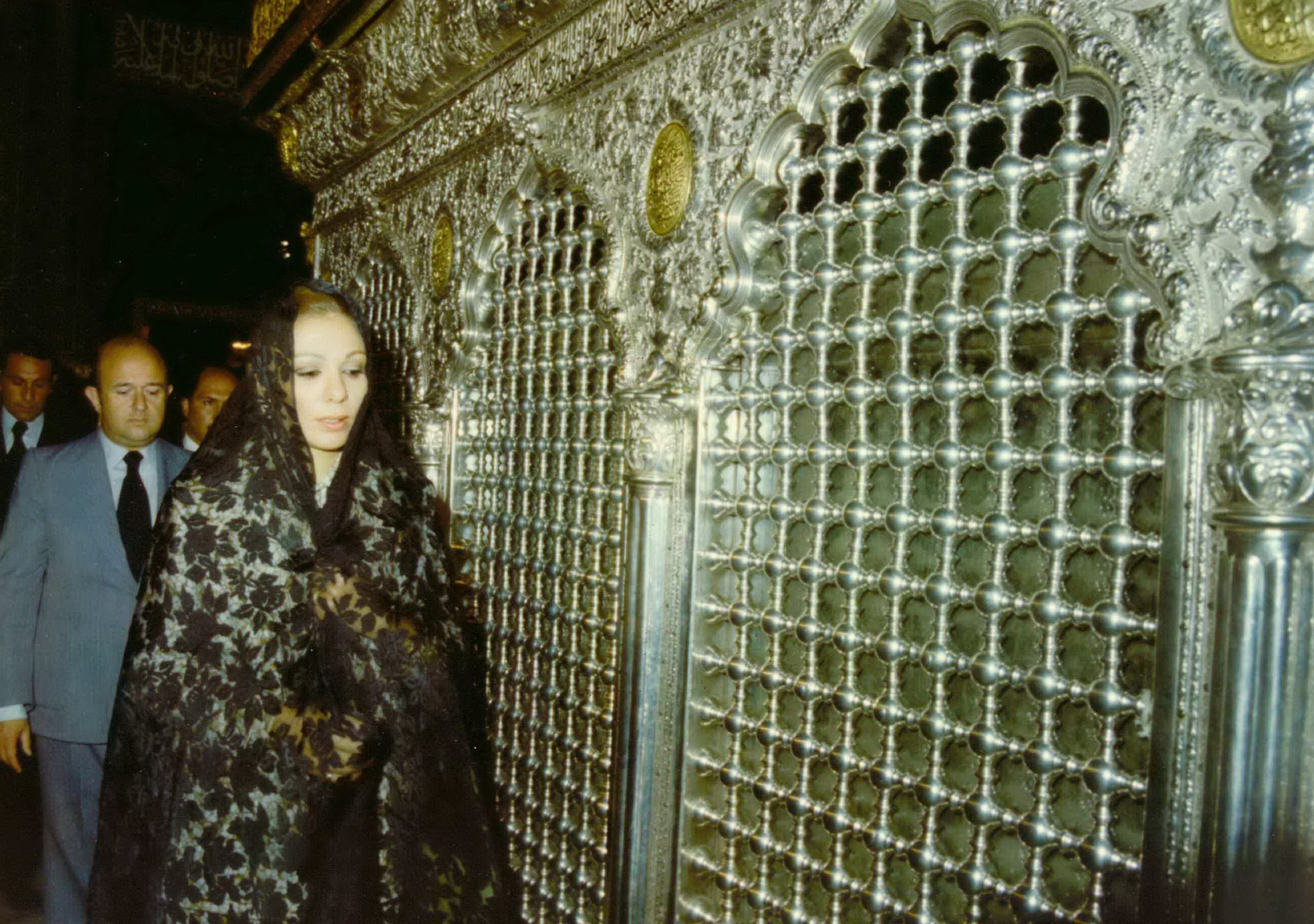
La Shahbanou au Mausolée de l'Imam Reza.
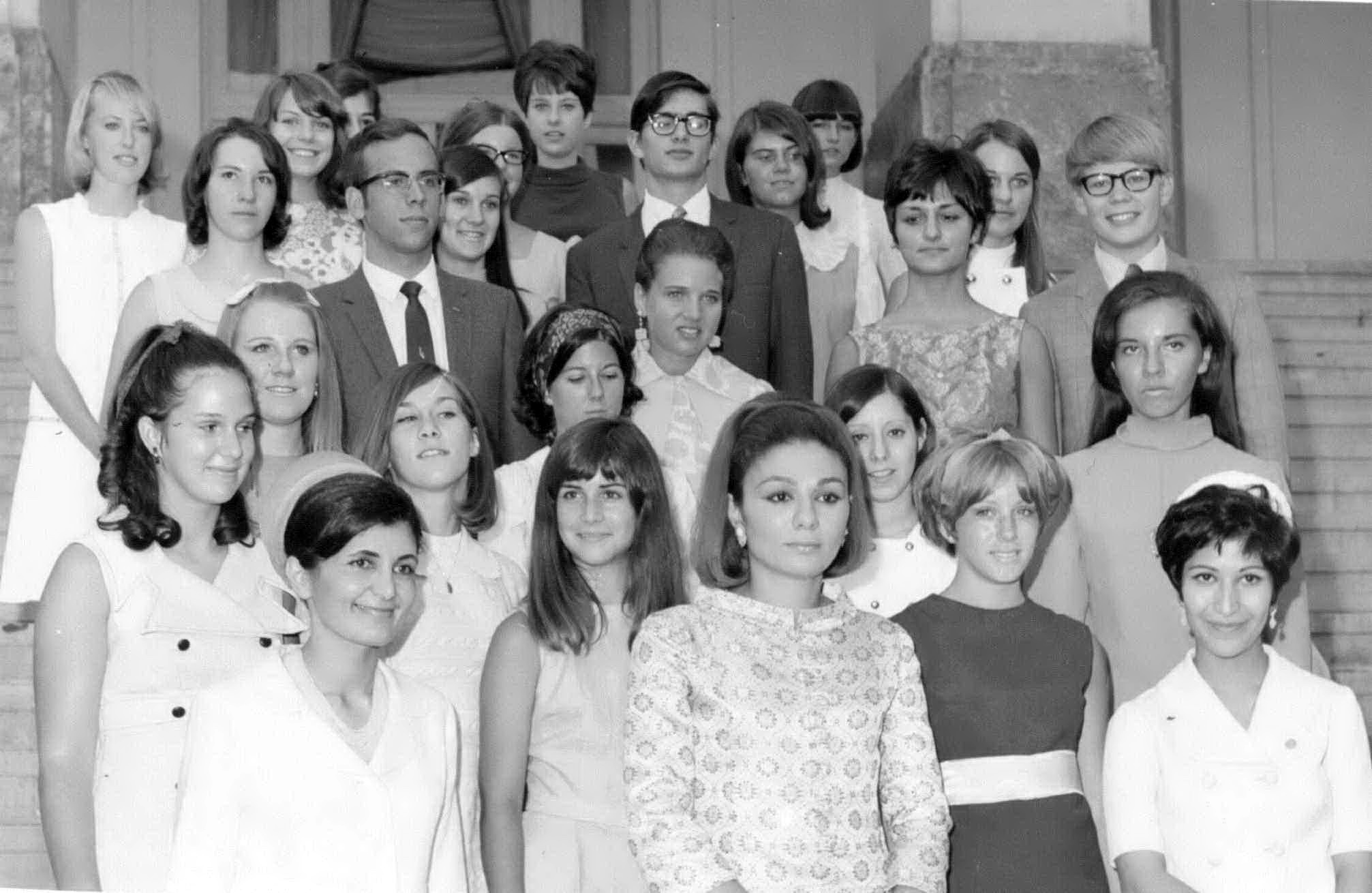
Farah Pahlavi entourée d'étudiants américains en Iran, 1969.
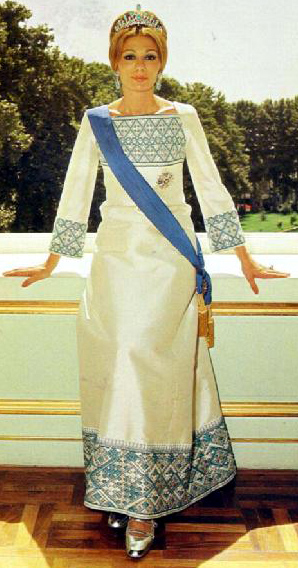
Farah Pahlavi en 1972.
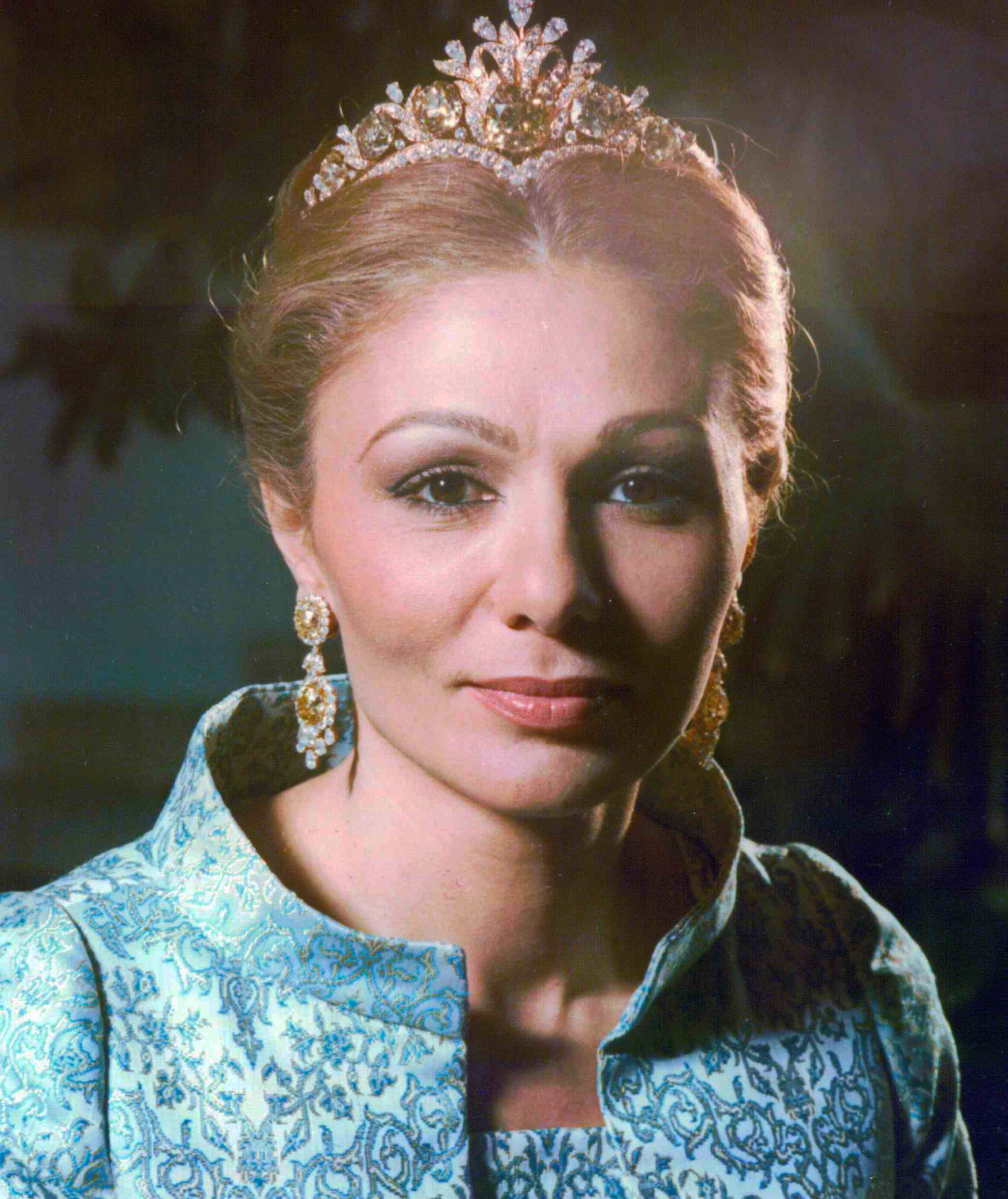
L'impératrice Farah dans les années 1970.
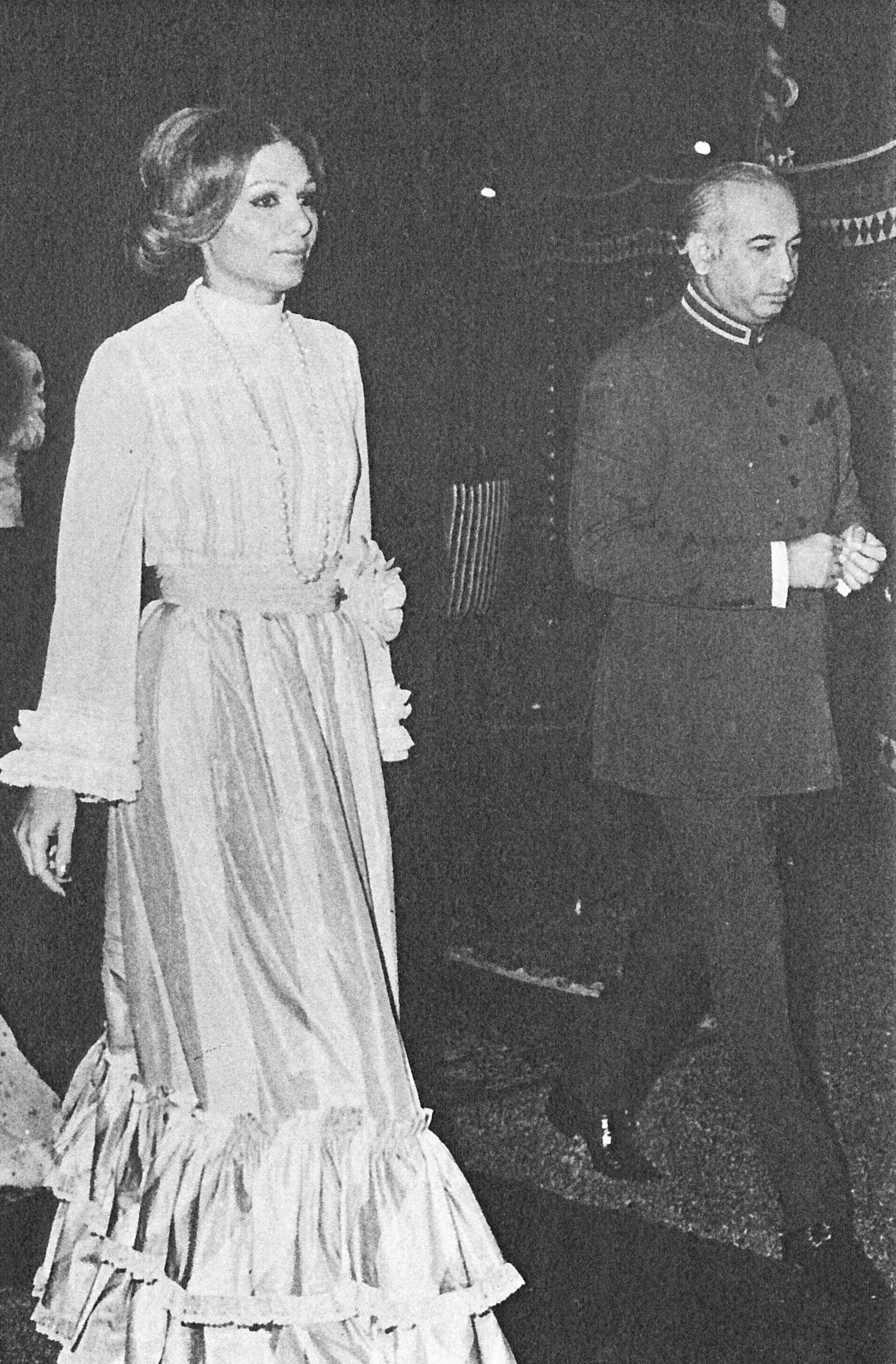
La Shahbanou avec le Premier ministre pakistanais Zulfikar Ali Bhutto en 1975.
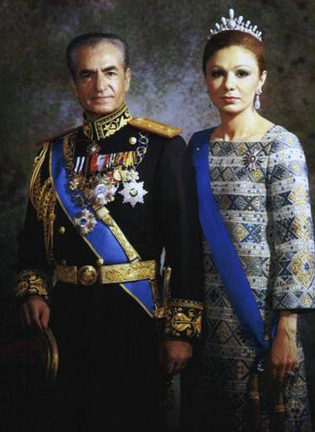
Le Shah et Farah à la fin des années 1970.
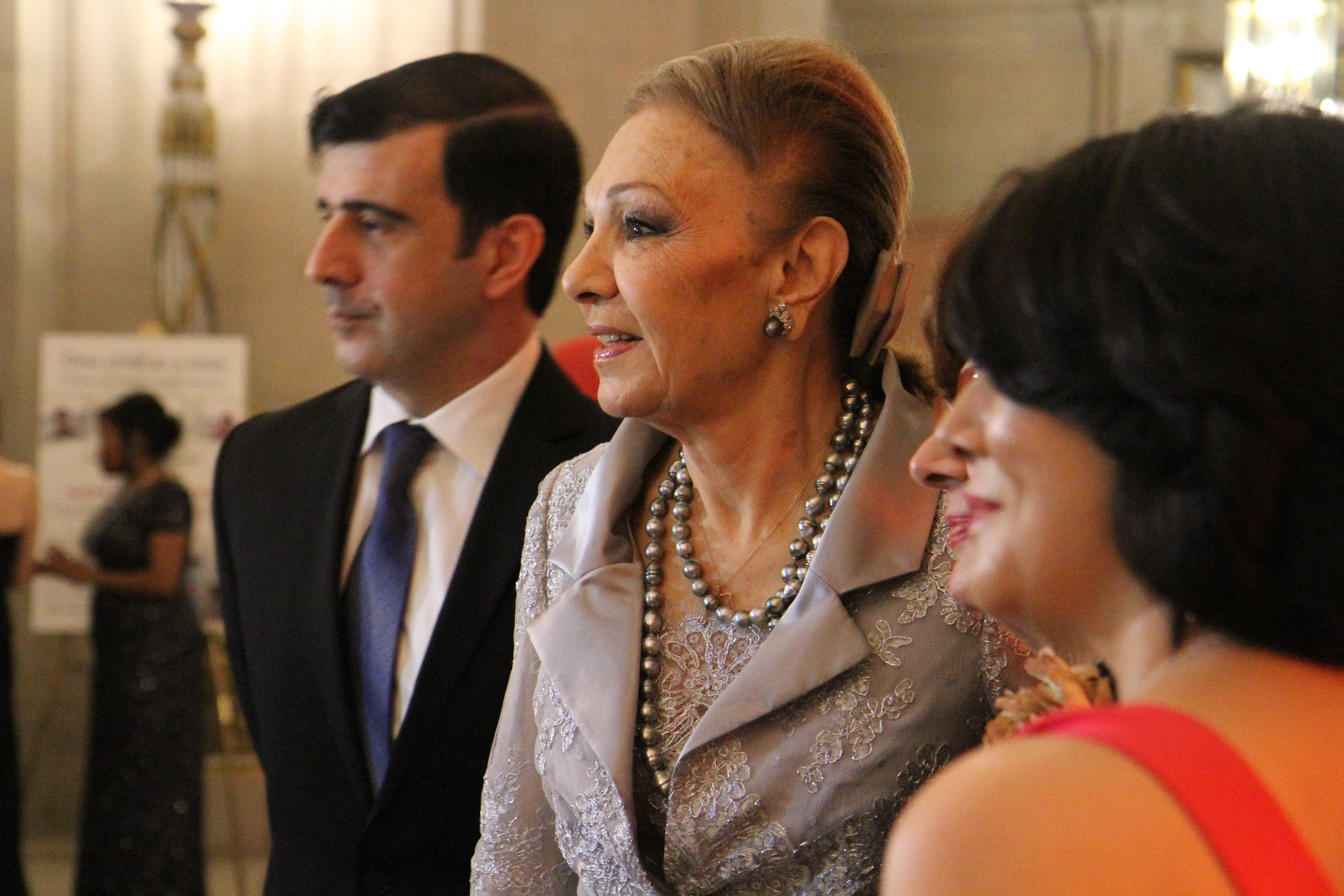
Farah Pahlavi en 2016.

## Décorations

### Nationales

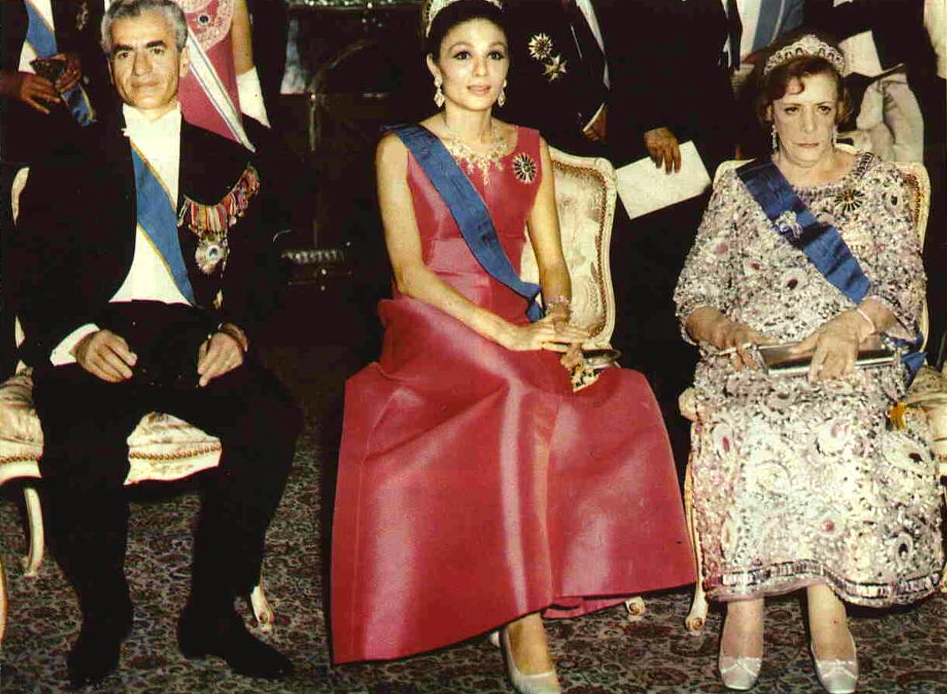
Mohammad Reza Chah Pahlavi, Farah Pahlavi et Tadj ol-Molouk, le 26 10 1967, à l'inauguration de la salle Rudaki, le soir du couronnement du chah.

- 1re classe de l'ordre de la Pléiade de l'Iran (1959)
- 1re classe de l'ordre du Aryamehr de l'Iran (1967)
- Récipiendaire de la médaille de Persépolis (1971)
- Récipiendaire de la médaille commémorative des 2 500 ans de l'Empire perse (1971)
- Récipiendaire de la médaille du centenaire de l'empereur Reza Chah (1978)

### Étrangères
- Membre de l'ordre des Séraphins (1960)  Suède
- Chevalier de l'ordre de l'Éléphant (1963)  Danemark
- Grand-croix de l'ordre du Lion néerlandais (1963)  Pays-Bas
- Grand-croix de l'ordre de la reine de Saba (1964)  Éthiopie
- Grand cordon de l'ordre de Léopold (1964)  Belgique
- Grand-croix de l'ordre de Saint-Olaf (1965)  Norvège
- Grand cordon de l'ordre de l'Indépendance (1965)  Tunisie
- Grand collier de l'ordre de la Croix du Sud 1965)  États-Unis du Brésil
- Grand-croix de l'ordre du Libérateur San Martín (1965)  Argentine
- Ordre de l'Étoile de Yougoslavie de 1re classe (1966)  Yougoslavie
- Grande décoration pour services rendus à la République en or avec cordon (1966)  Autriche
- Grand-croix de l'ordre du Mérite de la République fédérale (1967)  Allemagne
- Grand commandeur de l'ordre de la Couronne (1968)  Thaïlande
- Ordre de la Couronne précieuse, de 1re classe (1968)  Japon
- Chevalier de l'ordre de la maison royale de Chakri (1968)  Thaïlande
- Grand-croix de la Légion d’honneur (1974, 10 juillet)[75]  France
- Grand-croix avec collier de l'ordre du Mérite de la République (1974)  Italie
- Grand-croix de l'ordre d'Isabelle la Catholique (1975)  Espagne

## Hommages
Un rose bicolore rouge et blanc lui a été dédiée sous le nom d' 'Impératrice Farah'.

## Titulature

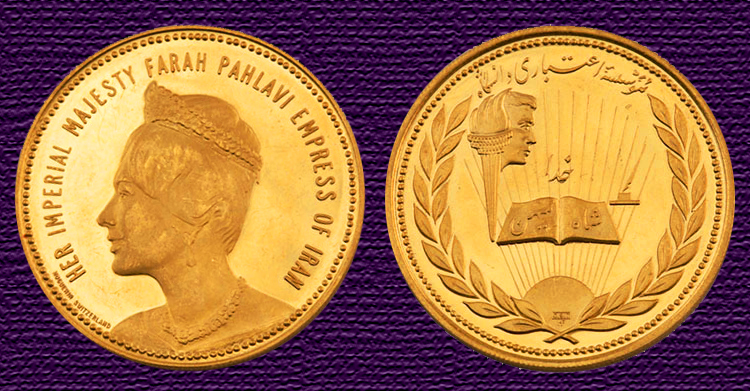

- 21 décembre 1959 — 20 mars 1961[76] : Sa Majesté la reine
- 20 mars 1961 — 11 février 1979 : Sa Majesté l'impératrice
- depuis le 11 février 1979 : Sa Majesté l'impératrice Farah

## Œuvres
- Farah Pahlavi, Mémoires, XO Éditions, 2003.  (ISBN 2-84563-065-4)